# Exploración del Ártico

La isoterma media de 10 °C en julio (en rojo) define comúnmente la frontera de la región ártica.

La exploración ártica es la exploración física de la región ártica de la Tierra y se refiere al período histórico durante el cual la humanidad exploró por vez primera la región al norte del círculo polar ártico. Los registros históricos sugieren que esa exploración habría comenzado hacia el 325 a. C., cuando el antiguo marino griego Pytheas llegó a un mar helado mientras intentaba encontrar un yacimiento del estaño metálico. Los océanos peligrosos y las malas condiciones meteorológicas a menudo obstaculizaron a los exploradores que intentaron llegar a las regiones polares y atravesarlas, viajes peligrosos que resultaron ser difíciles tanto por aire, en embarcaciones o a pie.

## Antigua Grecia
Algunos estudiosos creen que los primeros intentos de penetrar en el círculo polar ártico se remontan a la antigua Grecia y al marino Pytheas, contemporáneo de Aristóteles y de Alejandro Magno, quien, en el 325 a. C., intentó encontrar la fuente del estaño que llegaría esporádicamente a la colonia griega de Massilia (ahora Marsella) en la costa mediterránea. Navegando más allá de las Columnas de Hércules, llegó a la isla de Gran Bretaña y luego a Cornualles, y finalmente circunvaló las islas británicas. De la población local, escuchó noticias de la misteriosa tierra de Thule, ubicada incluso más al norte. Después de seis días de navegación, llegó a tierra al borde de un mar helado (descrito por él como «cuajado»), y describió fenómenos de lo que se cree serían la aurora y el sol de medianoche. Algunos historiadores afirman que esa nueva tierra de Thule sería la costa noruega o la alguna de las islas Shetland basándose en sus descripciones y en las rutas comerciales de los antiguos marinos británicos. Si bien nadie sabe exactamente qué tan lejos navegó Pytheas, es posible que haya cruzado el círculo polar ártico. Sin embargo, sus narraciones fueron consideradas una fantasía por las autoridades griegas y romanas posteriores, como el geógrafo Estrabón.[cita requerida]

## Edad Media

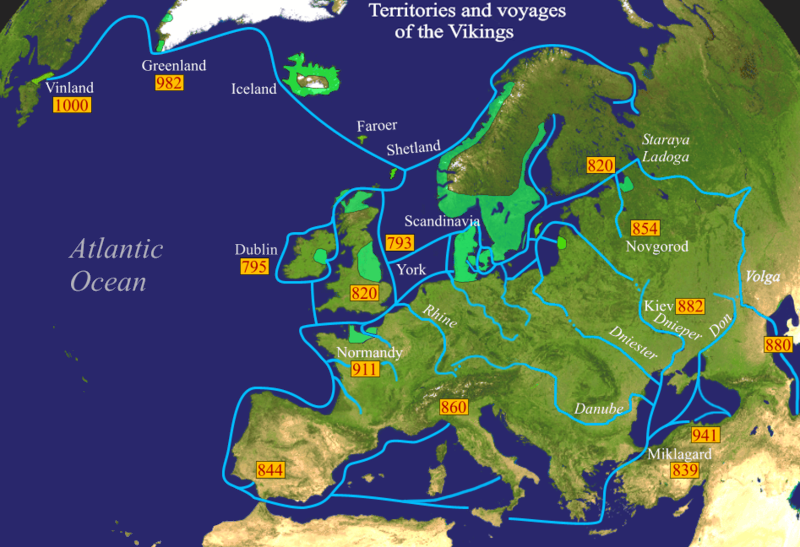
Navegantes vikingos habrían llegado al mar Blanco y a Groenlandia y América del Norte.

El primer vikingo en avistar la isla de Islandia fue Gardar Svavarsson, que había perdido su ruta debido a las duras condiciones cuando navegaba desde Noruega a las islas Feroe. Esto condujo rápidamente a una ola de colonización.[cita requerida] Sin embargo, no todos los colonos tuvieron éxito en los intentos de llegar a la isla. En el siglo X, Gunnbjörn Ulfsson también se perdió en una tormenta y terminó a la vista de la costa de Groenlandia. Su informe impulsó a Erik el Rojo, un cacique ilegalizado, a establecer un asentamiento allí en 985. Si bien inicialmente florecieron, esos asentamientos finalmente se extinguieron debido a las cambiantes condiciones climáticas (ver Pequeña Edad de Hielo).[cita requerida] Se cree que sobrevivieron hasta alrededor de 1450.
Los primeros colonos ya establecidos de Groenlandia también navegaron más hacia el oeste en busca de mejores pastos y terrenos de caza. Los eruditos modernos debaten sobre la ubicación precisa de las nuevas tierras que ellos descubrieron y llamaron de Vinland, Markland y Helluland.[cita requerida]
Los pueblos escandinavos también se adentraron más al norte en su propia península por tierra y por mar. Ya en 880, el vikingo Ohthere de Hålogaland rodeó la península escandinava y navegó hacia la península de Kola y el mar Blanco. El monasterio de Pechenga, en el norte de la península de Kola, fue fundado por monjes rusos en 1533; desde su base en Kola, los pomor exploraron la región de Barents, Spitsbergen y Novaya Zemlya, todas ellas en el círculo polar ártico. También exploraron el norte en barco, descubriendo la Ruta del Mar del Norte, además de penetrar en las áreas más allá de los Urales del norte de Siberia. Luego fundaron el asentamiento de Mangazeya al este de la península de Yamal a principios del siglo XVI.[cita requerida] En 1648, el cosaco Semión Dezhniov abrió el ahora famoso estrecho de Bering entre América y Asia.
Los colonos y comerciantes rusos de las costas del mar Blanco, los pomor, habían estado explorando partes del pasaje noreste desde el siglo XI. En el siglo XVII establecieron una ruta marítima continua desde el puerto de Arcángel hasta el este hasta la desembocadura del río Yenisei. Esta ruta, conocida como« vía marítima de Mangazeya», por el puesto comercial de Mangazeya establecido en su extremo oriental, fue una de las primeras precursoras de la Ruta del Mar del Norte.

## Era de los Descubrimientos

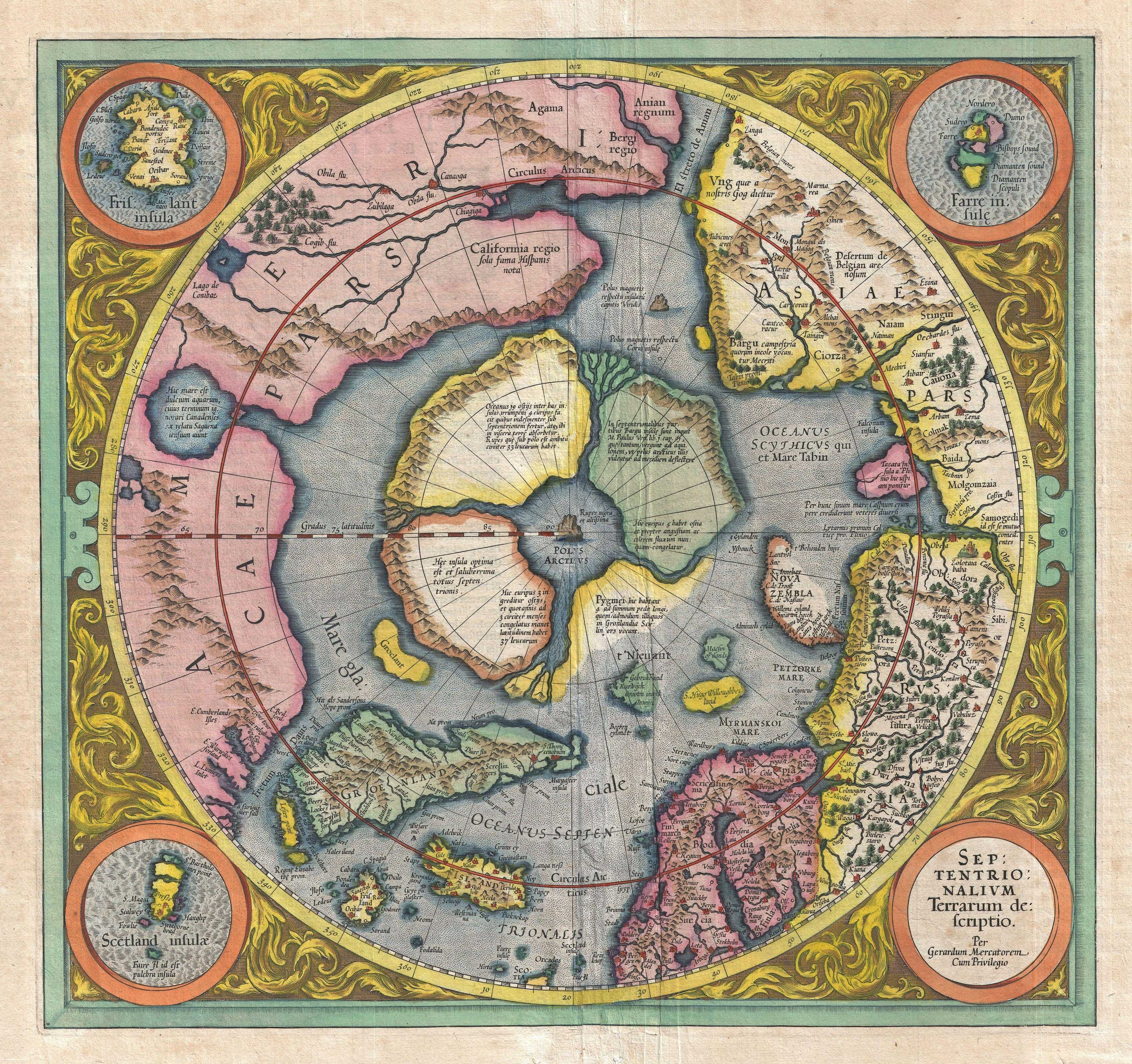
Mapa de Mercator del Polo Norte (1606)

La exploración al norte del círculo polar ártico en el Renacimiento fue impulsada por el redescubrimiento de los Clásicos y por las búsquedas nacionales de expansión comercial, y se vio obstaculizada por las limitaciones en la tecnología marítima, por la falta de suministros de alimentos estables y por el aislamiento insuficiente para las tripulaciones contra las situaciones extremas de frío.

### Avances renacentistas en cartografía

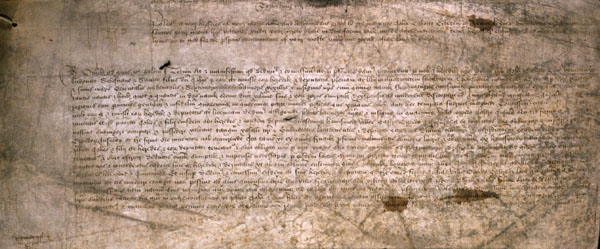
Patente del rey Enrique VII, que autoriza a John Cabot y a sus hijos a explorar nuevas tierras en el oeste

Un evento fundamental en la exploración del Ártico ocurrió en 1409, cuando la Geografía (Ptolomeo) de Ptolomeo se tradujo al latín, introduciendo así los conceptos de latitud y longitud en Europa Occidental. Los navegantes pudieron trazar entonces mejor sus posiciones, y comenzó la carrera europea hacia China, provocada por el interés en los escritos de Marco Polo.[cita requerida] La Inventio Fortunata, un libro perdido, describe en un resumen escrito por Jacobus Cnoyen, pero que solo se encuentra en una carta de Gerardus Mercator, viajes hasta el Polo Norte. Una afirmación ampliamente disputada es que dos hermanos de Venecia, Niccolo y Antonio Zeno, supuestamente hicieron un mapa de sus viajes a esa región, que fue publicado por sus descendientes en 1558.

### La búsqueda del paso del Noroeste
El paso del Noroeste conecta los océanos Atlántico y Pacífico a través del océano Ártico. Dado que el descubrimiento del continente americano fue producto de la búsqueda de una ruta hacia Asia, la exploración alrededor del extremo norte de América del Norte continuó por el paso del Noroeste. El fracaso inicial de John Cabot en 1497 para encontrar un paso del Noroeste a través del Atlántico llevó a los británicos a buscar una ruta alternativa hacia el este.
El interés se reavivó en 1564 después del descubrimiento de Jacques Cartier de la desembocadura del río San Lorenzo. El marino inglés Martin Frobisher (c. 1535 o 1539-1594) había tomado la determinación de forjar una ruta comercial desde Inglaterra hacia el oeste hasta alcanzar la India.  De 1576 a 1578, realizó tres viajes a lo que hoy es el Ártico canadiense para encontrar el pasaje. Todas las expediciones arribaron al noreste de Canadá, en torno a Isla Resolución y la bahía Frobisher y en ellas exploró las costas de la isla de Baffin, el estrecho de Hudson y la bahía que lleva su nombre. En julio de 1583, sir Humphrey Gilbert, que había escrito un tratado sobre el descubrimiento del pasaje y era un partidario de Frobisher, reclamó el territorio de la Colonia de Terranova para la Corona inglesa.
En 1585, al servicio de Isabel I, el explorador inglés John Davis entró en el Cumberland Sound, en la isla de Baffin. Davis bordeó Groenlandia por el oeste antes de dividir sus cuatro barcos en expediciones separadas para buscar un pasaje hacia el oeste. Aunque no pudo atravesar las heladas aguas del Ártico, informó a sus patrocinadores que el pasaje que buscaban «no es un asunto dudoso» [a matter nothing doubtfull  [sic]], y aseguró el apoyo para dos expediciones adicionales, llegando a hasta la bahía de Hudson.
Aunque los esfuerzos de Inglaterra se interrumpieron en 1587 debido a la guerra anglo-española, los informes favorables de Davis sobre la región y su gente inspirarían a los exploradores en el siglo venidero.[cita requerida] En 1609, mientras estaba al servicio de la Compañía Holandesa de las Indias Orientales, el explorador inglés Henry Hudson navegó por lo que ahora se llama el río Hudson en busca del pasaje; llegó a la actual Albany (hoy estado de Nueva York), antes de darse por vencido. Más tarde exploró más al norte en el Ártico y la bahía de Hudson en busca del pasaje.

### El Pasaje del Noreste

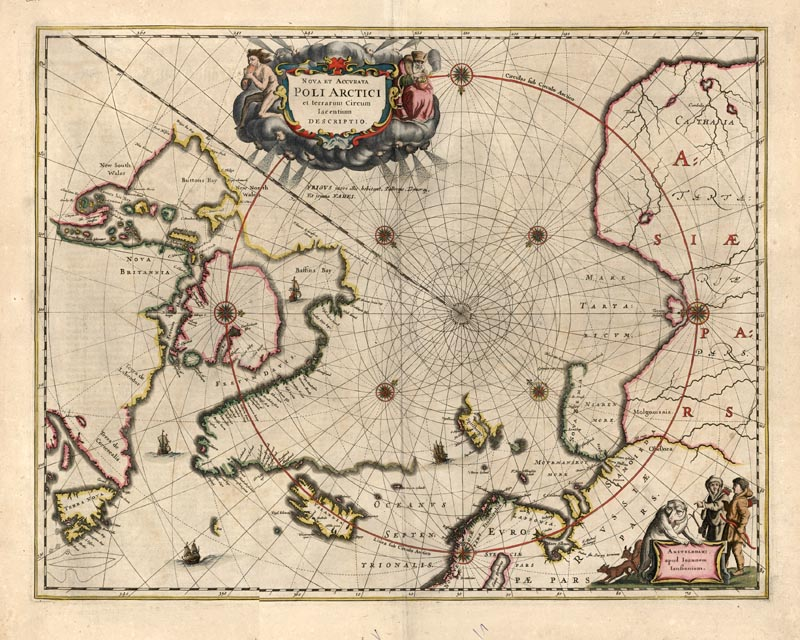
Mapa de Jan Jansson de la "Poli Arctici" de 1644.

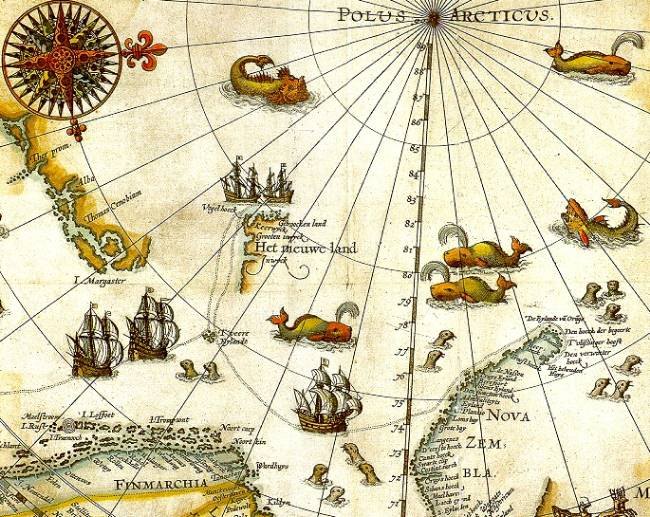
Spitsbergen y Svalbard durante la Edad de Oro de la exploración y los descubrimientos holandeses (ca. 1590–1720). Parte del mapa de 1599 de la exploración del Ártico de Willem Barentsz. Spitsbergen, aquí cartografiada por primera vez, se rotula como "Het Nieuwe Land" (holandés para "la Nueva Tierra"), centro-izquierda. Este es un mapa típico de la cartografía de la Edad de Oro de los Países Bajos.

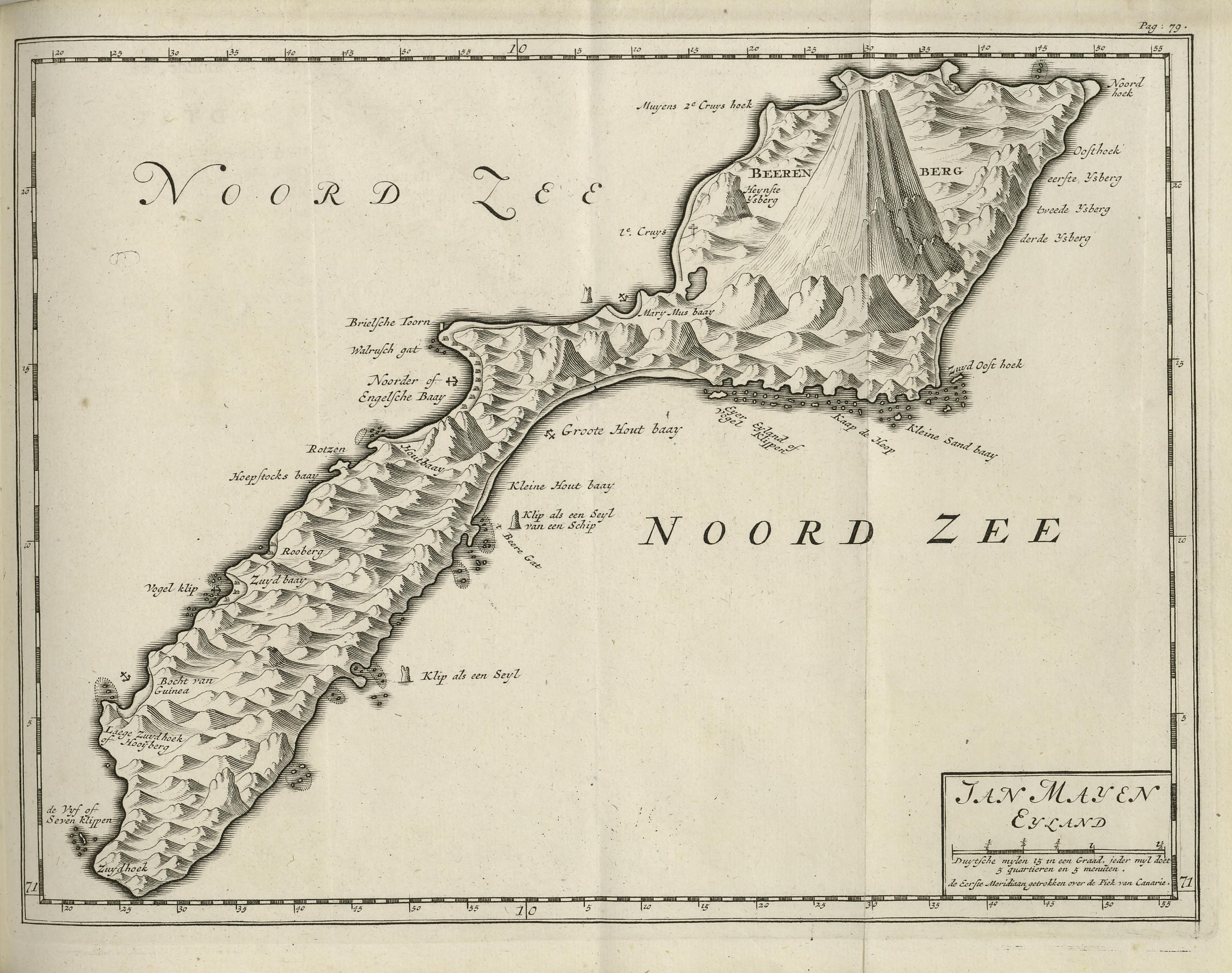
Un mapa holandés de Jan Mayen durante la Edad de Oro de la exploración y el descubrimiento holandeses (ca. 1590-1720). Los holandeses fueron los primeros en explorar y cartografiar indiscutiblemente las costas de Jan Mayen y del archipiélago de Svalbard en el océano Ártico.

El Pasaje del Noreste es un término amplio que designaba cualquier ruta que se encontrase por encima del continente euroasiático y que se extendiese entre las aguas al norte del mar de Noruega hasta el estrecho de Bering. La «Ruta del Mar del Norte» (en mayúscula) ahora se considera una parte específica de dichas rutas —definida oficialmente por una ley de la Federación de Rusia— que incluye rutas de navegación que se encuentran dentro de la ZEE de Rusia y que se extienden desde el mar de Kara hasta el estrecho de Bering a lo largo de la costa septentrional de la Rusia asiática.
La idea de explorar esa región fue inicialmente económica y fue presentada por primera vez por el diplomático ruso Dmitri Guerásimov en 1525. Toda la ruta se encuentra en aguas árticas y algunas partes solo están totalmente libres de hielo durante aproximadamente dos meses al año, lo que la convierte en un lugar muy peligroso.[cita requerida]
A mediados del siglo XVI, el hijo de John Cabot, Sebastian, ayudó a organizar una expedición de ese tipo, dirigida por sir Hugh Willoughby y Richard Chancellor. La tripulación de Willoughby naufragó frente a la península de Kola, donde finalmente murieron de escorbuto. Chancellor y su tripulación llegaron a la desembocadura del río Dvina Septentrional y a la ciudad de Arcángel, donde fueron recibidos por una delegación del zar Iván el Terrible. De regreso de Moscú, Chancellor lanzó la Compañía de Moscovia, promoviendo el comercio entre Inglaterra y Rusia. Este curso diplomático permitió a embajadores británicos como sir Francis Cherry la oportunidad de consolidar la información geográfica desarrollada por los comerciantes rusos en mapas para la exploración británica de la región. Algunos años más tarde, Steven Borough, el capitán del barco de Chancellor, llegó hasta el mar de Kara, cuando se vio obligado a retroceder debido a las condiciones del hielo.
Las partes occidentales del pasaje estaban siendo exploradas simultáneamente por países del norte de Europa como Inglaterra, los Países Bajos, Dinamarca y Noruega, en busca de una vía marítima alternativa hacia China e India. Aunque esas expediciones fracasaron, se descubrieron nuevas costas e islas.[cita requerida] La más notable fue la expedición de 1596 dirigida por el navegante holandés Willem Barentsz que descubrió la isla de Spitsbergen y la isla del Oso.
Por temor a la penetración inglesa y holandesa en Siberia, Rusia cerró la vía marítima de Mangazeya en 1619. La actividad de los pomores en el norte de Asia disminuyó y la mayor parte de la exploración en el siglo XVII fue realizada por cosacos siberianos, navegando de una desembocadura a otra hacia oriente en kochs, embarcaciones adecuadas al ártico. En 1648, la más famosa de tales expediciones, la dirigida por Fedot Alekseev y Semión Dezhniov, navegó hacia el este desde la desembocadura del río Kolyma hasta el Pacífico y dobló la península de Chukchi, demostrando así que no había conexión terrestre entre Asia y América del Norte. Ochenta años después de Dezhniov, en 1728, otro explorador ruso, Vitus Bering, nacido en Dinamarca, comandando el Sviatoy Gavriil hizo un viaje similar pero a la inversa, comenzando en la península de Kamchatka y yendo hacia el norte hasta el pasaje que ahora lleva su nombre (estrecho de Bering). Fue Bering quien dio sus nombres actuales a las islas Diómedes, descubiertas y descritas por primera vez por Dezhniov.
Hasta 1878 no se realizó la primera travesía completa del Paso del Nordeste de oeste a este, en la expedición Vega del explorador sueco-finlandés Adolf Erik Nordenskiöld. El capitán del barco en esa expedición fue el teniente Louis Palander de la Marina Real Sueca.

## Paso del Noroeste

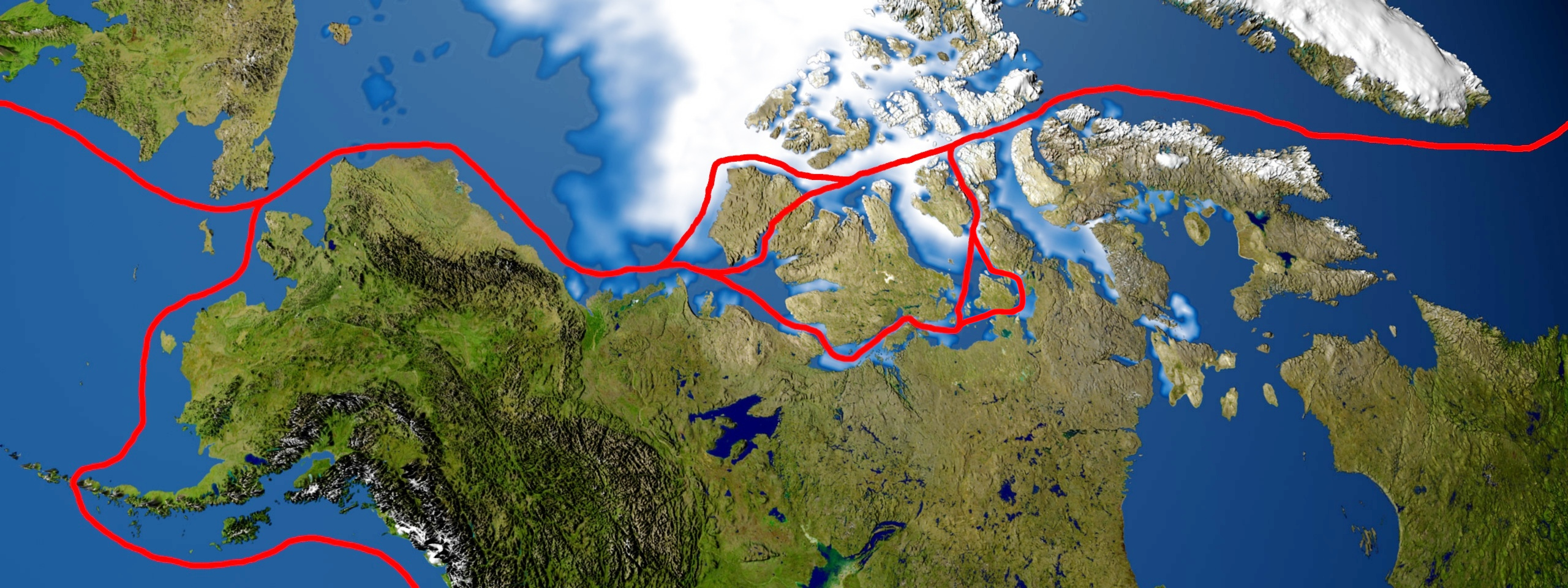
El Paso del Noroeste

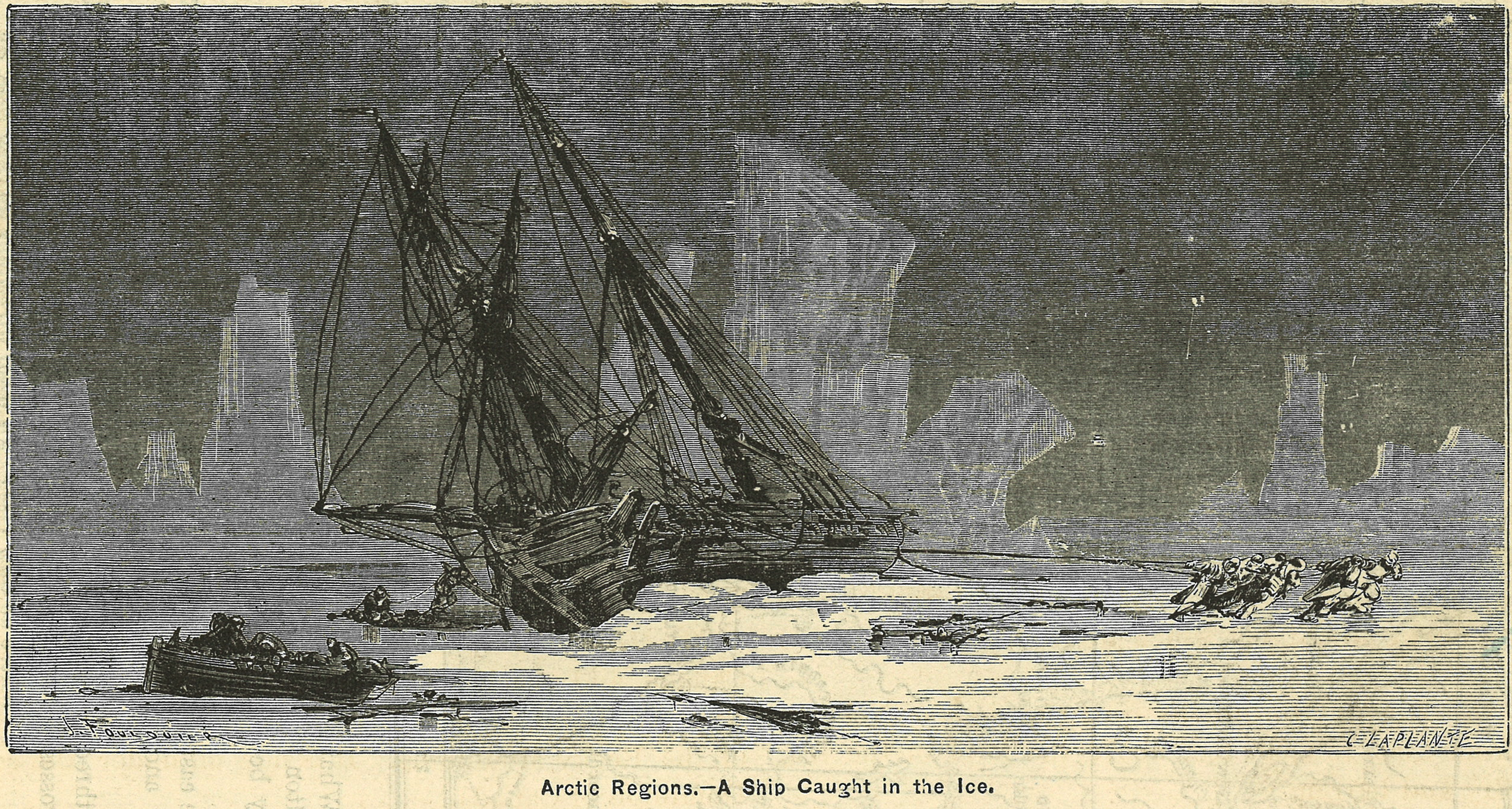
Velero en las regiones árticas

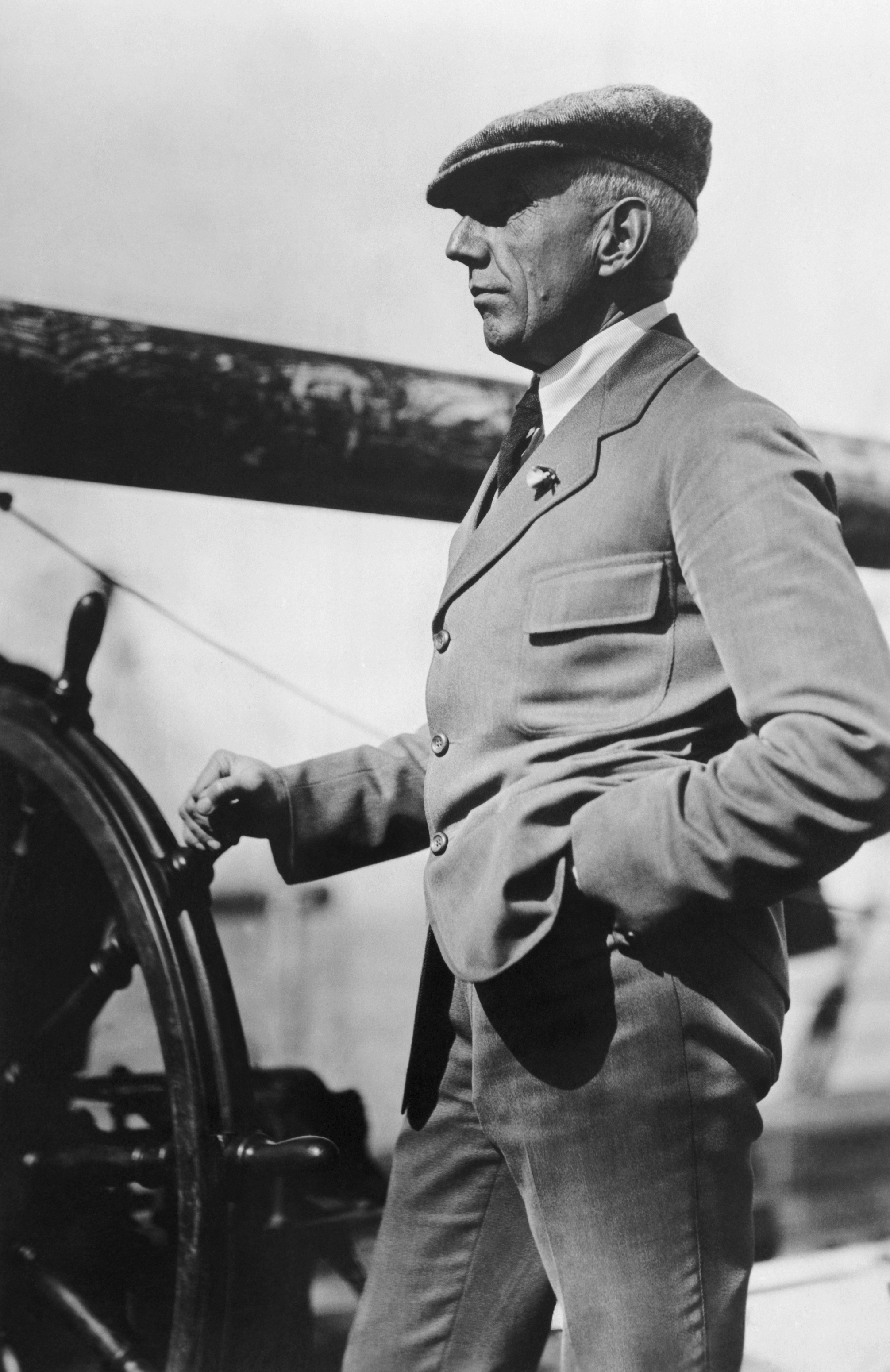
Roald Amundsen dirigió la primera expedición en llegar al Polo Sur, fue la primera persona en llegar a ambos polos y fue la primera persona en atravesar el Paso del Noroeste.

En la primera mitad del siglo XIX, varias expediciones diferentes británicas exploraron por separado partes del Pasaje del Noroeste, como las dirigidas por John Ross, William Edward Parry, James Clark Ross; y también otras expediciones por tierra dirigidas por John Franklin, George Back, Peter Warren Dease, Thomas Simpson y John Rae. A sir Robert McClure se le atribuye el descubrimiento del Paso del Noroeste por mar en 1851 cuando miró a través del estrecho de McClure desde la isla de Banks y vio la isla Melville. Sin embargo, el estrecho estaba bloqueado por hielo joven en este momento de la temporada y no era navegable para los barcos. La única ruta utilizable, que unía las entradas del Lancaster Sound y el estrecho Dolphin y Union, fue utilizada por primera vez por John Rae en 1851. Rae utilizó un enfoque pragmático de viajar por tierra a pie y en trineos tirados por perros, y por lo general empleaba a menos de diez personas en sus partidas de exploración.
El Paso del Noroeste no fue completamente conquistado por mar hasta 1906, cuando el explorador noruego Roald Amundsen, que había navegado justo a tiempo para escapar de los acreedores que buscaban detener la expedición, completó un viaje de tres años en el Gjøa, un barco de arenque de 47 toneladas reconvertido. Al final de ese viaje, entró en la ciudad de Eagle (Alaska), y envió un telegrama anunciando su éxito. Su ruta no era comercialmente práctica; además del tiempo necesario, algunas de las vías navegables eran extremadamente poco profundas.
Knud Rasmussen (1879-1933) dirigió varias expediciones árticas. Creció en Groenlandia hablando groenlandés y danés, y ha sido llamado el «padre de la esquimología» y fue el primer groenlandés de ascendencia inuit y europea en cruzar el Paso del Noroeste en trineos tirados por perros. Rasmussen y su amigo Peter Freuchen participaron en siete expediciones y escribieron numerosos libros sobre sus experiencias árticas.

### La conquista del polo Norte

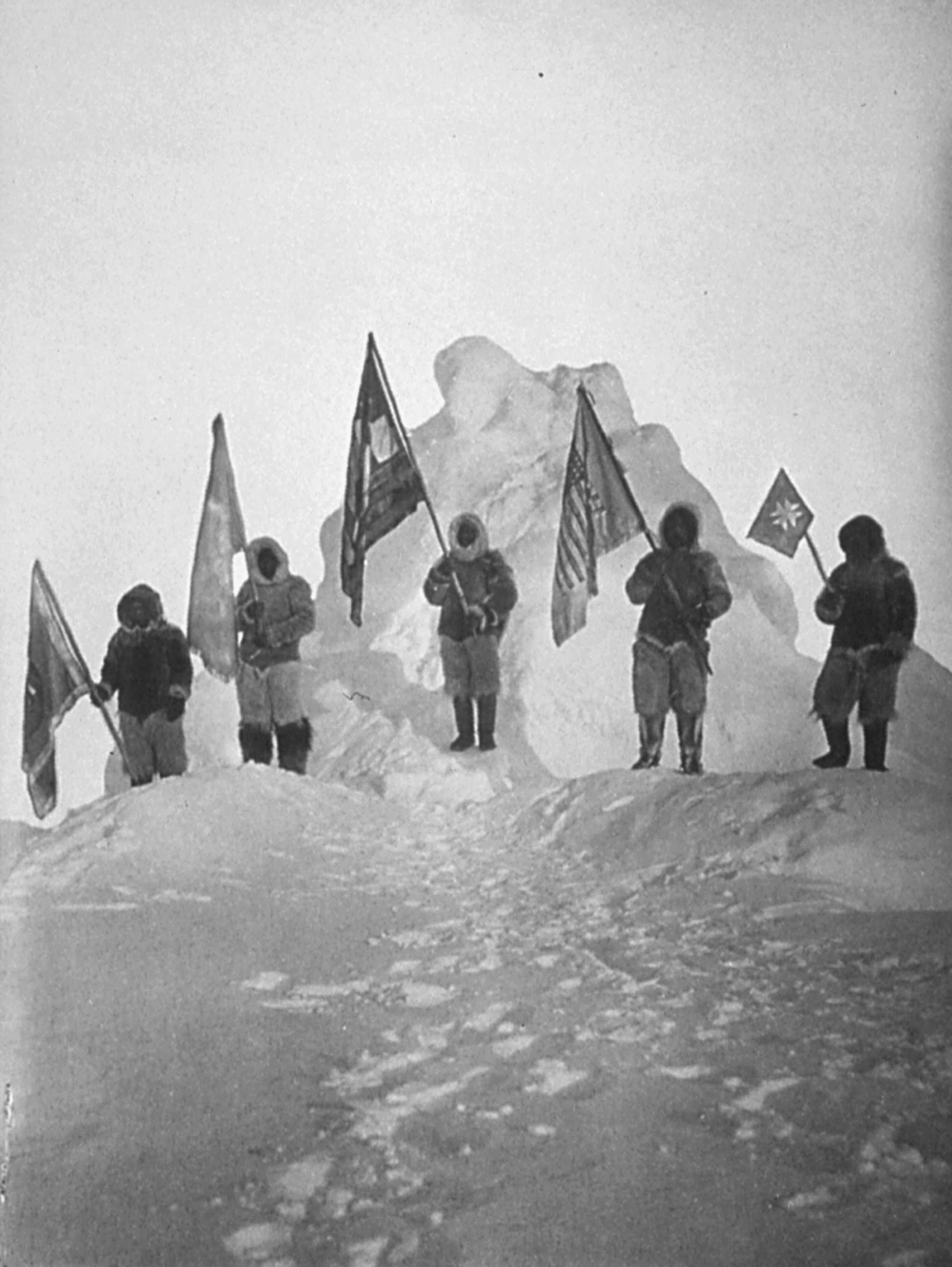
Robert Peary y una partida de trineos con banderas en el Polo Norte. Peary afirmaba ser la primera persona en llegar al Polo Norte.

El 6 de abril de 1909, Robert Peary afirmó ser la primera persona en la historia registrada en llegar al Polo Norte (aunque se discute si realmente llegó al Polo). Viajó con la ayuda de trineos tirados por perros y tres tripulaciones de apoyo independientes que dieron la vuelta a intervalos sucesivos antes de llegar al Polo. Muchos exploradores modernos, incluidos los esquiadores olímpicos que utilizan equipos modernos, afirman que Peary no podría haber llegado al polo a pie en el tiempo que afirmó.
Varias expediciones anteriores partieron con la intención de llegar al Polo Norte, pero no tuvieron éxito; la del oficial naval británico William Edward Parry en 1827, la trágica expedición estadounidense Polaris bajo Charles Francis Hall en 1871, la desafortunada Expedición Jeannette comandada por el teniente comandante de la Armada de los Estados Unidos George W. De Long en 1879, y la expedición noruega del Fram dirigida por Fridtjof Nansen en 1895. El estadounidense Frederick Cook afirmó haber llegado al Polo Norte en 1908, pero esto no ha sido ampliamente aceptado..
El 9 de mayo de 1926, los estadounidenses Richard E. Byrd y Floyd Bennett afirmaron haber volado sobre el Polo Norte en un monoplano trimotor Fokker F.VIIa/3m . Sin embargo, se disputa su afirmación de haber llegado al Polo.
La tripulación del dirigible Norge (incluidos Roald Amundsen y el patrocinador estadounidense Lincoln Ellsworth) sobrevoló el Polo el 12 de mayo de 1926. Ese fue el primer avistamiento indiscutible del Polo. El Norge fue diseñado y pilotado por el italiano Umberto Nobile, quien sobrevoló el Polo por segunda vez el 24 de mayo de 1928. El segundo viaje de Nobile fue en el dirigible Italia que se topó con una tormenta en el viaje de regreso y se estrelló en el hielo. Los sobrevivientes finalmente fueron rescatados. Amundsen desapareció, con la tripulación de su hidroavión, durante las operaciones de rescate.
Las primeras personas que sin duda caminaron por el Polo Norte fueron la partida soviética de 1948 bajo el mando de Alexander Kuznetsov, quien aterrizó su avión cerca y caminó hacia el polo.
El 3 de agosto de 1958, el submarino estadounidense USS Nautilus (SSN-571) llegó al Polo Norte sin salir a la superficie. Luego procedió a viajar bajo todo el casquete polar. El 17 de marzo de 1959, el USS Skate (SSN-578) apareció en el Polo Norte y dispersó las cenizas del explorador sir Hubert Wilkins. Estos viajes fueron parte de exploraciones militares estimuladas por el contexto de la Guerra Fría.
El 19 de abril de 1968, Ralph Plaisted llegó al Polo Norte en una moto de nieve, el primer viajero de superficie que se sabe con certeza que lo ha hecho. Su posición fue verificada de forma independiente por un sobrevuelo meteorológico de la Fuerza Aérea de los Estados Unidos. En 1969, Wally Herbert, a pie y en trineo tirado por perros, se convirtió en el primer hombre en llegar al Polo Norte solo con la fuerza muscular, en el 60.º aniversario de la famosa pero disputada expedición de Robert Peary.
Las primeras personas que llegaron al Polo Norte a pie (o esquís) y regresaron sin ayuda externa, sin perros, aviones o reabastecimientos fueron Richard Weber (Canadá) y Misha Malakhov (Rusia) en 1995. Nadie ha completado ese viaje desde entonces.
El teniente coronel de la Fuerza Aérea estadounidense Joseph O. Fletcher y el teniente William Pershing Benedict aterrizaron un avión en el Polo el 3 de mayo de 1952, acompañados por el científico Albert P. Crary.
El 2 de mayo de 2007, el especial de Top Gear de la BBC alcanzó la posición de 1996 del polo norte magnético (78°35.7′N 104°11.9′O / 78.5950, -104.1983) en un Toyota Hilux modificado.
El 2 de agosto de 2007, durante Arktika 2007, los sumergibles tripulados rusos fueron los primeros en descender hasta el lecho marino debajo del polo.
El 26 de abril de 2009, Vassily Elagin, Afanassi Makovnev, Vladimir Obikhod, Sergey Larin, Alexey Ushakov, Alexey Shkrabkin y Nikolay Nikulshin después de 38 días y más de 2000 km (partiendo desde la isla de Sredniy, en el archipiélago de Tierra del Norte) condujeron dos vehículos de construcción rusa, el "Yemelya-1" y el "Yemelya-2" al Polo Norte.

## Anexo: Expediciones árticas
Este artículo recoge, en forma de tabla, una cronología de las expediciones árticas históricas, y de los exploradores del Ártico. Como es lógico, los países que más se involucraron en su exploración fueron aquellos que tenían frontera y fácil acceso a las regiones árticas y aquellas potencias comerciales que buscaban los corredores navegables que les permitieran acortar las vías entre Europa y Asia: la Ruta marítima del Norte y el Paso del Noroeste. En los primeros tiempos fue también importante las expediciones en busca de nuevos lugares para la caza de la ballena.
El tipo de expedición, según sea el principal medio de transporte, y el área y motivo se recoge al margen.
| º                |      |       |                                   |                                         |                                                                        | |       |
| ---------------- | ---- | ----- | --------------------------------- | --------------------------------------- | ---------------------------------------------------------------------- | --- | ----- |
| Fechas           | Tipo | Fin   | Nación                            | Patrocinador                            | Líder de la expedición                                                 | Notas | Siglo |
| —                | M    |       | Pueblos inuit y vikingos          |                                         |                                                                        | Viajes en el extremo norte. Se cree que habrían alcanzado las islas Feroe, Groenlandia y Nueva Zembla | —     |
| 983              | M    |       | Vikingos                          | Erik el Rojo                            |                                                                        | Erik el Rojo desembarca en Groenlandia. | —     |
| ca. 1000         | M    |       | Vikingos                          | Leif Eriksson                           |                                                                        | Leif Eriksson en Vinland (hoy identificada con la Isla de Terranova). | —     |
| 1472             | M    | Ex-Gr | Reino de Dinamarca                | Cristián I de Dinamarca                 | Didrik Pining y Hans Pothorst                                          | Expedición danesa enviada para localizar las colonias medievales escandinavas. Aparentemente llegan a Groenlandia, tal vez a la isla de Ammassalik y, después de ser impulsados por una tormenta, posiblemente a la isla de Terranova. | XV    |
| 1496             | M    | Ex-Ru | Principado de Moscú               |                                         | G. Istoma                                                              | El ruso G. Istoma se aventura fuera del mar Blanco, explorando la costa de Múrmansk, la costa del norte de Noruega y también la costa occidental de Nueva Zembla. | XV    |
| 1497             | M    | Ex-Ru | Principado de Moscú               |                                         | D. Zaytsev y D. Ralev                                                  | Los rusos D. Zaytsev y D. Ralev se aventuran fuera del mar Blanco siguiendo la ruta de Istoma | XV    |
| 1553             | M    | PNE   | Reino de Inglaterra               | Company of Merchant Adventurers         | Hugh Willoughby y Richard Chancellor                                   | Primera expedición de búsqueda del Paso del Noreste. En ella, Hugh Willoughby, con el Bona Esperanza navega por el mar de Barents y alcanza las costas de Nueva Zembla. A la vuelta, atrapado por el hielo, fallece con todos los miembros de la expedición, que son encontrados por pescadores locales al año siguiente. • Barcos: Bona Esperanza (Willoughby), Edward Bonaventure (Chancellor) y Bona Confidentia (Cornelias Durfoorth). | XVI   |
| 1556-1557        | M    | PNE   | Reino de Inglaterra               | Compañía de Moscovia                    | Stephen Borough (1525-1584)                                            | Expedición inglesa de 15 hombres que alcanza el mar de Kara y descubre el estrecho de Kara, el paso que conecta los mares de Kara y el Pechora, localizado entre las islas Vaygach y la Yuzhny (Nueva Zembla). No pudieron franquearlo porque el hielo bloqueaba el paso y regresaron al mar Blanco e invernaron en Kholmogory. La expedición recopiló la documentación más antigua conocida de las lenguas sami en 1557; la lista de palabras fue publicada por Richard Hakluyt. • Barco: Serchthrift | XVI   |
| 1579             | M    | Ex-Gr | Reino de Dinamarca                |                                         | John Allday                                                            | Expedición danesa que fracasa en su intento de alcanzar Groenlandia debido al hielo. | XVI   |
| 1580             | M    | PNE   | Reino de Inglaterra               |                                         | Arthur Pet y Charles Jackman                                           | Expedición inglesa que alcanza el mar de Kara. | XVI   |
| 1575-1577        | M    | PNO   | Reino de Inglaterra               | Compañía de Moscovia                    | Martin Frobisher (1535-1594)                                           | Primera expedición de búsqueda del Paso del Noroeste. Alcanzan la bahía de Baffin y descubren la bahía de Frobisher. Frobisher realiza un segundo viaje en 1577, en el que emboca el estrecho de Hudson, pero no logra cruzarlo y cree descubrir mineral de oro en la bahía, en la isla de Baffin. Realiza un tercer viaje en 1578 para extraer mineral con una gran flota, 15 barcos, y en el que el 20 de junio redescubre Groenlandia y toma posesión, en nombre de la reina, llamándola «West England». El oro no era tal. • Barcos: Gabriel (Christopher Hall) y Michael (Owen Griffyn) | XVI   |
| 1585             | M    | PNO   | Reino de Inglaterra               | Comerciantes de Londres                 | John Davis (1543-1605)                                                 | Explora el estrecho de Davis y alcanza los 66°N en la bahía de Baffin. • Barcos: Sunneshine y Mooneshine | XVI   |
| 1586             | M    | PNO   | Reino de Inglaterra               |                                         | John Davis (2.ª)                                                       | Alcanza los 67° N en la bahía de Baffin y descubre el Hamilton Inlet. • Barcos: Sunneshine, Mooneshine, Mermayde y North Starre | XVI   |
| 1589             | M    | PNO   | Reino de Inglaterra               |                                         | John Davis (3.ª)                                                       | Alcanza con el Ellen los 72°92' N en la bahía de Baffin, algo más al norte de Upernavik. | XVI   |
| 1594             | M    | PNE   | Reino de Dinamarca y Noruega      |                                         | Willem Barents (1550-1597), Cornelis Nay y Brandt Tetgales             | Expedición danesa que alcanza el mar de Kara atravesando el estrecho de Yugorsky. | XVI   |
| 1595             | M    | PNE   | Reino de Dinamarca y Noruega      |                                         | Cornelis Nay                                                           | Expedición danesa que fracasa en hacer más progresos hacia el Pasaje del Noreste que el año anterior. | XVI   |
| 1596-1597        | M    | Ex    | Reino de Inglaterra               |                                         | Willem Barents, piloto (1550-1597)                                     | Descubre las islas Svalbard (Spitsbergen) y registra la primera marca conocida Farthest North. | XVI   |
| 1605             | M    | Ex-Gr | Reino de Dinamarca y Noruega      | Cristián IV                             | John Cunningham                                                        | Primera expedición danesa de búsqueda de las colonias nórdicas perdidas en Groenlandia. Dirigida por John Cunningham, acompañado por Godske Lindenov y John Knight, con James Hall como piloto. Llegan a la costa oeste de Groenlandia, al fiordo del Rey Cristian, y en una campaña de reconocimiento al norte cartografian la costa hasta los 68° 35′ N. No encontraron restos de los antiguos colonos, pero si vieron y apresaron a algunos inuits y recogieron muestras de un mineral que creían tenía plata. El informe al rey iba acompañado de 4 mapas, los primeros de la costa oeste de Groenlandia. • Barcos: Trost, Den Rode Løve y Katten. | XVII  |
| 1606             | M    | PNO   | Reino de Inglaterra               | Compañía de Moscovia/East India Company | John Knight                                                            | John Knight, que había capitaneado el Katten en 1605 con John Cunningham, parte al mando del Hopewell en una expedición conjunta de la Compañía de Moscovia / East India Company en busca del Pasaje del Noroeste. Tras un largo viaje llegó a la costa de la península del Labrador, aprox. a los 57° N, el 19 de junio. Tras un violento vendaval el 23 y 24 de junio, buscaron en bote un lugar donde varar el barco para repararlo; Knight y tres compañeros fueron tierra adentro y nunca más fueron vistos. Se concluyó que fueron asesinados por nativos locales. Los supervivientes repararon el barco y llegaron a la isla de Terranova, desde donde zarparon el 22 de agosto, llegando a Dartmouth el 24 de septiembre. | XVII  |
| 1606             | M    | Ex-Gr | Reino de Dinamarca y Noruega      | Christian IV                            | Godske Lindenov                                                        | 2.ª expedición de búsqueda de las colonias perdidas, esta vez con cinco barcos dirigidos por Lindenov, a la misma zona, nuevamente con James Hall como piloto. A pesar de que avistaron la isla de Baffin, no lograron poner pie en ella. Volvieron a recoger muestras de mineral y a capturar varios inuits. | XVII  |
| 1607             | M    | Ex-Gr | Reino de Dinamarca y Noruega      | Christian IV                            | Carsten Richardson                                                     | 3.ª expedición de búsqueda de las colonias perdidas, esta vez con dos barcos dirigida por Carsten Richardson. Fracasa y no logra ni llegar a Groenlandia, ya que los barcos no estaban preparados para el hielo. | XVII  |
| 1607             | M    | PNE   | Reino de Inglaterra               | Compañía de Moscovia                    | Henry Hudson                                                           | La Compañía de Moscovia contrató a Hudson para encontrar el paso del Noreste hacia Asia a través del océano Ártico y llegar al Pacífico. Viaje de exploración de las Svalbard. • Barco: Hopewell | XVII  |
| 1608             | M    | PNE   | Reino de Inglaterra               | Compañía de Moscovia                    | Henry Hudson                                                           | Intento de encontrar el paso hacia el este, tratando de bordear la parte septentrional de Rusia. Bordeó el cabo Norte y navegó por el mar de Barents hasta Nueva Zembla, donde el hielo le obligó a regresar. A su regreso, la Compañía de Moscovia desistió de seguir sufragando más expediciones en la búsqueda del paso que consideraban impracticable. • Barco: Hopewell En 1608, para la misma compañía y con el mismo barco, Hudson hizo un segundo intento de encontrar el paso, esta vez | XVII  |
| 1610             | M    | Ex    | Reino de Inglaterra               | Compañía de Moscovia                    | Jonas Poole                                                            | Exploró a fondo la costa oeste de Spitsbergen, informando de que vio un «gran cantidad de ballenas», informe que condujo al establecimiento de la pesca comercial ballenera inglesa. | XVII  |
| 1610             | M    | PNE   | Zarato ruso                       |                                         | Kondratiy Kurochkin                                                    | Kondratiy Kurochkin lidera una expedición, navegando en kochi, desde Turukhansk hasta la boca del río Yenisei y luego sigue la costa al este hasta la boca del río Pyasina en la península de Taimir. | XVII  |
| 1610-1611        | M    | PNO   | Reino de Inglaterra               | The Northwest Company                   | Henry Hudson                                                           | Expedición a la bahía de Hudson, la primera que logra franquear el estrecho de Davis y entrar en la bahía de Hudson. Pasa tres meses explorando y alcanza la bahía de James, donde les atrapa el hielo y deben invernar. Al año siguiente, Hudson, su hijo y varios tripulantes más fueron abandonados por el resto de la tripulación, amotinada. El Discovery es pilotado de regreso por Robert Bylot. El grupo de Hudson nunca fue visto de nuevo y su destino no es conocido, aunque se presume que murieron de hambre y frío. Al regreso, sin embargo, hubo especulaciones sobre si la tripulación había asesinado a Hudson. • Barco: Discovery | XVII  |
| 1612-1613        | M    | PNO   | Reino de Inglaterra               | The Northwest Company                   | Thomas Button                                                          | Expedición a la bahía de Hudson, en busca de Hudson y para explorar el Paso del Nooreste. Lleva a Robert Bylot como piloto. Inverna en la desembocadura del río Nelson y regresa a Inglaterra el año siguiente, habiendo perdido uno de sus dos barcos. Costata que la bahía no tiene salida en el sur, como habían creído los miembros de la expedición de Hudson. (ver: Expedición a la bahía de Hudson.) • Barcos: Discovery y Resolution | XVII  |
| 1612             | M    | Ex-Gr | Reino de Inglaterra               | Comerciantes ingleses                   | James Hall                                                             | Hall dirige dos barcos en una expedición de exploración y mineralógica a Groenlandia Suroriental. Hall es asesinado por unos inuits en el fiordo de Rammel (hoy Amerdlok), que le reconocieron de una expedición anterior en la que habían secuestrado a algunos compañeros. William Baffin participa como piloto | XVII  |
| 1613             | M    | Ex-Gr |                                   |                                         |                                                                        | Varias expediciones balleneras, con al menos treinta barcos, parten desde Inglaterra, Francia, España y los Países Bajos hacia la costa oeste de Spitsbergen. | XVII  |
| 1614             | M    | Ex-Gr |                                   |                                         |                                                                        | Expediciones danesas y francesas descubren la isla de Jan Mayen. | XVII  |
| 1615             | M    | Ex-Gr | Reino de Inglaterra               | Compañía de Moscovia                    | Robert Fotherby                                                        | La pinaza Richard es la primera expedición inglesa en llegar a Jan Mayen. | XVII  |
| 1616             | M    | PNO   | Reino de Inglaterra               |                                         | Robert Bylot y William Baffin, piloto                                  | Exploración del estrecho de Davis y la región de la bahía de Baffin, en particular, los entrantes del Lancaster Sound, Smith Sound y Jones Sound y hacen un mapa. No reconocen en el Lancaster Sound la entrada del Paso del Noroeste que buscaban. Irónicamente, el descubrimiento más famoso de Baffin poco a poco suscitó sospechas hasta reducirse y ser borrado de las cartas, hasta que sir John Ross lo confirmó en su primera expedición en 1818. Superan, en Sandersons Hope, en la costa de Groenlandia, el punto más al norte alcanzado por John Davis, para seguir aún más al norte unas 300 millas (480 km), hasta lograr los 77° 45′ N, una latitud que no será superada hasta 236 años más tarde. • Barco: Discovery | XVII  |
| 1619-1620        | M    | PNO   | Reino de Dinamarca y Noruega      |                                         | Jens Munk                                                              | Expedición danesa con el Enhiörningen (Unicornio) y el Lamprenen (Lamprea) para descubrir el Paso del Noroeste. Penetraron en el estrecho de Davis hasta los 69°N, encontrando la bahía de Frobisher y pasaron el invierno en la parte occidental de la bahía de Hudson. (ver: Expedición a la bahía de Hudson (1619-1620).) | XVII  |
| 1631-1632        | M    | PNO   | Reino de Inglaterra               | Comerciantes de Bristol                 | Thomas James                                                           | Partió de Bristol y exploró la bahía de Hudson, en especial la parte meridional que ahora lleva su nombre (bahía James), tras haber sido atrapado por el hielo el 1 de septiembre de 1631. Paso el invierno en la isla Charlton y regreso al año siguiente. • Barco:Henrietta Maria | XVII  |
| 1631             | M    | PNO   | Reino de Inglaterra               | Comerciantes de Londres                 | Luke Fox                                                               | Partió de Londres en una expedición rival dos días después de James, con el mismo destino: la bahía de Hudson, que circunnavegó en sentido contrario al de James (al que se encontró) y fue el primero en adentrarse en cuenca Foxe. A diferencia de James, volvió el mismo año, sin perder ni uno solo de sus hombres. • Barco: King Charles | XVII  |
| 1633-1638        | M    | PNE   | Zarato ruso                       | Comerciantes de Tobolsk                 | Ilya Perfilyev (1583-1659) e Ivan Rebrov (?-1666)                      | Perfilyev encabezó un grupo de comerciantes y cosacos de Tobolsk en busca de las tierras del noreste. Junto con el destacamento de Rebrov, descienden desde Zhigansk en kochi unos 800 km el Lena por vez primera hasta la boca, que exploran. Navegando hacia el oeste a lo largo de la costa norte de la moderna Yakutia, en 1634 descubren la bahía Olenek con el río Olenyok y hacia el este el río Yana y las tierras bajas de Yano-Indigirskaya. Desde los cuarteles de invierno allí fundados hasta el verano de 1637, Rebrov recaudó yasak de los evenkis, y en septiembre se unió al destacamento de Perfiliev en el Yana. En el otoño de 1638, completó el descubrimiento de la bahía del Yana, fue el primero en cruzar el estrecho de Dmitri Láptev, navegó en el mar de Siberia Oriental y descubrió la desembocadura del Indigirka. Remontó el río 600 km, abriendo el extremo oriental de las tierras bajas de Yano-Indigirskaya, estableciendo una cabaña de invierno en la confluencia del Uyandina. Durante más de dos años recogió yasak de los evenkis y yakutos de las tierras bajas de Abyisky, y en el verano de 1641 regresó por la misma ruta al Lena. | XVII  |
| 1641             | M    | PNE   | Zarato ruso                       |                                         | Dmitri Zyrian y Mijaíl Stadujin                                        | Zyrian y Stadujin exploran la boca del río Indigirka y la costa próxima. | XVII  |
| 1646             | M    | PNE   | Zarato ruso                       |                                         | Isaya Ignatyev                                                         | El ruso Isaya Ignatyev explora la boca del río Kolyma y la costa próxima, siendo el primero en navegar por la bahía Chaunskaya. | XVII  |
| 1648             | M    | PNE   | Zarato ruso                       |                                         | Ya. Semyonov                                                           | El ruso Ya. Semyonov explora la boca del río Kotuy y la costa próxima. | XVII  |
| 1648             | M    | PNE   | Zarato ruso                       |                                         | Semyon Dezhnev y Fedot Alekseyev Popov                                 | En junio de 1648 entre 90 y 105 hombres a bordo de 7 kochi partieron de Srednekolymsk y navegaron aguas abajo por el río Kolymá hasta el Ártico; luego se dirigieron al este siendo los primeros occidentales en doblar el cabo Dezhnev y entrar en el estrecho de Bering y descubrir la península de Chukchi y el mar de Bering (probando así que Asia y América estaban separadas). Todos los kochi y la mayor parte de sus hombres (incluido Popop) se perdieron en las tormentas y en enfrentamientos con los nativos. Un pequeño grupo liderado por Dezhniov, después de haber construido nuevos barcos con restos del naufragio, alcanzó la desembocadura del Anadyr y lo remontaron 563 km fundado la zimovie de Anadyrsk. Quedaron varados allí, hasta que Stadujin, procedente del Kolymá por tierra, los encontró. En 1653-1654, mientras luchaba con los koriakos cerca de Anadyrsk, Dezhniov capturó a la esposa yakutia de Popov, quien le confirmó su muerte. | XVII  |
| 1649             | M    | PNE   | Zarato ruso                       |                                         | Mijaíl Stadujin (?-1666)                                               | Stadujin explora la costa desde la boca del río Kolyma hasta el estrecho de Bering. | XVII  |
| 1676             | M    | PNE   | Reino de Inglaterra               |                                         | John Wood                                                              | Expedición inglesa dirigida por John Wood no logra encontrar el Pasaje del Noreste | XVII  |
| 1686-1687        | M    | PNE   | Zarato ruso                       |                                         | Ivan Tolstoukhov                                                       | La Expedición Bezvestnaya explora la desembodura del Yénisei y la costa de la península de Taymyr. | XVII  |
| 1712             | M    | PNE   | Zarato ruso                       |                                         | Yákov Permiakov y Merkury Vagin                                        | Permiakov y Vagin, partiendo desde las bocas del río Yana, cruzaron sobre el hielo la bahía del Yana y llegaron hasta la isla Gran Liajovski y exploraron la entonces desconocida isla. Durante el regreso de esta exploración los miembros de la expedición se amotinaron. Permiakov y Vaguin fueron asesinados sobre el hielo de la bahía. | XVIII |
| 1725-1730        | M    | PNE   | Imperio ruso                      |                                         | Vitus Bering (1681-1741)                                               | Primera expedición de Kamchatka | XVIII |
| 1733-1743        | M    | PNE   | Imperio ruso                      | Ana de Rusia                            | Vitus Bering                                                           | La Gran Expedición del Norte / Segunda expedición de Kamchatka fue una gran expedición que tenía como objetivo encontrar y cartografiar el extremo oriental de Siberia, con la esperanza de que continuase por la costa occidental de América del Norte. Los logros más importantes fueron el descubrimiento de Alaska, de las islas Aleutianas, de las islas del Comandante y de la isla de Bering, así como una evaluación cartográfica detallada de la costa norte y nordeste de Rusia y de las islas Kuriles. También incluyó investigaciones etnográficas, históricas y científicas en Siberia y Kamchatka. Al fracasar el intento de rodear el extremo oriental de Asia, el sueño de encontrar un viable paso del Noreste llegó definitivamente a su fin. Con más de 3000 personas directa e indirectamente involucradas, fue uno de los mayores proyectos expedicionarios de la historia. El coste total, financiado por el Estado ruso, alcanzó una suma estimada de 1,5 millones de rublos, una sexta parte de los ingresos del Estado en el año 1724. Debido a su complejidad y escala, la expedición llegó a ser conocido como la «Gran Expedición del Norte». • Barcos: Sviatói Piotr (San Pedro), al mando de Bering, y Sviatói Pável (San Pablo) al mando de su adjunto, Alekséi Chírikov. | XVIII |
| 1751-1753        | M    | Ex-Gr | Reino de Dinamarca y Noruega      |                                         | Peder Olsen Walløe (1716-1793)                                         | Walløe exploró la costa oriental de Groenlandia, desde el cabo Farewell en umiaks. | XVIII |
| 1760-1763        | M    | PNE   | Imperio ruso                      |                                         | S.F. Loshki                                                            | S.F. Loshkin explora Novaya Zemlya. | XVIII |
| 1765-1766        | M    | PNE   | Imperio ruso                      | Mijaíl Lomonósov                        | Vasili Chichagov (1726-1809))                                          | En 1764 el geógrafo Mijaíl Lomonósov (1711-1765) organizó una expedición científica para descubrir la Ruta del Mar del Norte a lo largo de la costa septentrional de Siberia. Vasili Chichagov, que entonces servía como comandante adjunto del puerto de Arcángel, fue puesto al mando y aunque logró navegar más allá de las islas Svalbard y alcanzó los 80° 26′ N, en 1765 y los 80° 30′ N en 1766, no pudo encontrar la ruta, aunque hizo buenos reconocimientos cartográficos de la costa de la península de Kola y de Spitzbergen. • Barcos: Chichagov, Panov y Babáyev | XVIII |
| 1768-1769        | M    | PNE   | Imperio ruso                      |                                         | F.F. Rozmyslov                                                         | F.F. Rozmyslov explora Novaya Zemlya y el estrecho de Mátochkin. | XVIII |
| 1769-1772        | T    | Ex-Ca | Reino de Gran Bretaña             | Compañía de la Bahía de Hudson          | Samuel Hearne                                                          | Hearne explora en tres campañas por tierra el ártico canadiense, logrando alcanzar las costas árticas, siendo el primer europeo en alcanzar la orilla del Ártico por una ruta terrestre. Al rastrear el río Coppermine hasta el Ártico quedó establecido que no había Paso del Noroeste a través del continente en latitudes más bajas. (ver El viaje de exploración al interior). | XVIII |
| 1773             | M    | Polo  | Reino de Gran Bretaña             | Royal Navy                              | Constantine John Phipps (1760-1802) y Skeffington Lutwidge (1737-1814) | Primera expedición al Polo Norte de la Royal Navy. Partieron de Deptford y solo logran superar las Svalbard ya que el hielo no les deja avanzar más allá de los 80° 48′ N. Completan la exploración de Svalbard. En la expedición iba un joven guardamarino, Horatio Nelson . • Barcos: HMS Racehorse (Phipps) y HMS Carcass (Lutwidge) | XVIII |
| 1773             | M    | PNE   | Imperio ruso                      |                                         | Ivan Lyakhov                                                           | Lyakhov descubre la isla Kotelny. | XVIII |
| 1776-1778        | M    | PNO   | Reino de Gran Bretaña             | Royal Navy                              | James Cook                                                             | Cook parte con el propósito de descubrir el famoso Paso del Noroeste; explora la costa oeste de América del Norte al norte de los asentamientos españoles en Alta California, cartografiando la costa hasta el estrecho de Bering, identificando la ensenada de Cook en Alaska. En una única visita, cartografió por primera vez la mayor parte de esa costa, determinó la extensión de Alaska y cerró los vacíos de las sondas exploratorias rusas (desde el oeste) y españolas (desde el sur) de los límites septentrionales del Pacífico. (ver: Tercer viaje de James Cook) • Barcos: HMS Resolution (Cook) y HMS Discovery (Charles Clerke) | XVIII |
| 1785-1794        | M    | PNE   | Imperio ruso                      |                                         | Joseph Billings                                                        | Una expedición rusa dirigida por Billings explora Siberia oriental, las islas Aleutianas y la costa occidental de Alaska. | XVIII |
| 1789             | T    | Ex    | Reino Unido                       | Compañía del Noroeste                   | Alexander MacKenzie                                                    | Mackenzie desciende el río Mackenzie hasta el Ártico. (ver Expedición por el río Mackenzie al océano Ártico) | XVIII |
| 1800             | M    | PNE   | Imperio ruso                      |                                         | Yakov Sannikov (1780-1825)                                             | Sannikov, un comerciante, cartografía la isla Stolbovoy. | XIX   |
| 1806             | M    | Ex    | Reino Unido                       | Ballenera                               | William Scoresby (1760-1829)                                           | William Scoresby , que había hecho una fortuna con la pesca de la ballena en el Ártico, acompañado de su hijo William Scoresby (1789-1857) como oficial jefe del ballenero Resolution navegaron en el Ártico al noreste de Svalbard y el 25 de mayo de 1806 lograron llegar a una latitud de 81° 30′ N (longitud 19°E), la latitud norte mayor alcanzada en el hemisferio oriental, una marca que se conservaría durante veintiún años | XIX   |
| 1809-1811        | M    | Ex-Si |                                   |                                         | Matvei Gedenshtorm y Yakov Sannikov                                    | Gedenshtorm, un exiliado sueco de Riga, y Sannikov exploran las islas de Nueva Siberia. Sánnikov cruzó la isla de Nueva Siberia y un año más tarde exploró la isla Faddéyevski. También descubrió la Tierra de Bunge y sugirió que había una vasta tierra al norte de la isla Kotelny, dando inicio a una teoría sobre la existencia de la legendaria e inexistente Tierra de Sannikov. | XIX   |
| 1815-1818        | M    | PNE   | Imperio ruso                      | Marina Imperial                         | Otto von Kotzebue (1787-1846)                                          | Kotzebue, en su primer viaje de circunnavegación, atraviesa el estrecho de Bering explora el litoral noroccidental de Alaska, ya en el mar de Chukchi, descubriendo y nombrando el golfo que ahora lleva su nombre, el Kotzebue Sound y el cabo Krusenstern, su punta más septentrional. • Barco: Rurik | XIX   |
| 1818             | M    | Polo  | Reino Unido                       | Royal Navy                              | David Buchan (1780-1838) y John Franklin                               | Expedición al Polo Norte, con órdenes de encontrar un pasaje a través del Polo y luego navegar por el estrecho de Bering hasta el océano Pacífico. Se dirigieron a Spitsbergen y luego debieron de pelear con el hielo la mayor parte del verano. En julio, los barcos quedaron atrapados en una latitud de 80° 34′ N, el punto más al norte que iban a alcanzar. Después de tres semanas de intenso trabajo, lograron liberar los barcos y la expedición finalmente ganó aguas abiertas. • Barcos: HMS Dorotea (Buchan) y HMS Trent (Franklin). | XIX   |
| 1818             | M    | PNO   | Reino Unido                       | Royal Navy                              | John Ross y William Edward Parry                                       | Expedición dirigida por Ross, con su sobrino, James Clark Ross, para buscar el Paso del Noroeste, que procedió al reconocimiento completo de la costa occidental de Groenlandia, delimitando, en la parte más septentrional, la bahía Melville, hasta ese momento desconocida, que siguieron a lo largo de la costa oeste groenlandesa hasta Pituffik, donde se encontró con los inughuit (Inuit de Groenlandia) de cabo York; Continuaron hasta el Smith Sound, la boca del estrecho de Nares, y erróneamente pensó que el extremo norte estaba cerrado por tierra, y se dirigió al suroeste, al Jones Sound, y una vez más, equivocadamente, pensó que observaba tierra en la parte inferior de la entrada. Más al sur, la entrada del Lancaster Sound —entre isla de Baffin, al sur, e isla Devon, al norte— estaba libre de hielo y ambos buques se internaron en él hacia el oeste. El Alexander quedó retrasado a una distancia considerable del Isabelle. Con lo que parecía ser mar abierto al oeste, Parry destacó en su diario privado que «el oleaje llega del noroeste, compás, (esto es, sur-suroeste verdadero) y sigue igual que en el océano. Es imposible señalar esta circunstancia sin sentir la esperanza de que esto puede ser causado por que esta entrada es un pasaje a un mar al oeste de este». Pero Ross estaba una vez más convencido de que era «tierra rodeando la parte baja de la bahía» en forma de una cadena de montañas —que bautizó «Crocker Hills»—que bloqueaban el acceso hacia el oeste y decidió dar la vuelta para explorar la costa oriental de la isla de Baffin. Parry, que no no había visto esas montañas, se mostró decepcionado por la decisión de su comandante y siguió convencido de la posibilidad de la existencia de un pasaje a través del Lancaster Sound. La expedición regresó a Inglaterra para evitar la invernada en el Ártico, llegando a Deptford en noviembre. Inmediatamente el desacuerdo entre Ross y Parry por la existencia de las «Croker Hills» se hizo público y Barrow se apresuró a criticar la decisión de Ross de dar marcha atrás (otros oficiales también mostraron su disconformidad, como hizo Edward Sabine, conocido botánico). La expedición no cumplió las expectativas y perjudicó la reputación de Ross. Barrow protagonizaría los años siguientes nuevas expediciones al ártico que demostrarían que esas «Crocker Hills» no existían, y que debieron de ser uno de los habituales espejismos en esas latitudes o, a lo sumo, una cadena de icebergs. Eso arruinó la reputación de Ross. • Barcos: HMS Isabelle (Ross) y HMS Alexander | XIX   |
| 1819-1820        | M    | PNO   | Reino Unido                       | Royal Navy                              | William Edward Parry, Frederick Beechey y Matthew Liddon               | Expedición para buscar el Paso del Noroeste<ref*An Officer Of The Expedition (1821). Letters Written During The Later Voyage Of Discovery In The Western Arctic Sea. London: Sir Richard Phillips And Co. Consultado el 15 de agosto de 2009.</ref> y explorar el Lancaster Sound y determinar si estaba o no cerrado por montañas. Partieron de Inglaterra en mayo y el 4 de agosto llegaron al estrecho de Lancaster, que libre de hielo les permitió avanzar hasta los 74° 16′ N. Tuvieron un problema de navegación no conocido por la proximidad del polo norte magnético que hacía imposible el uso de la brújula. Se orientaron por navegación celeste y en días cubiertos por la dirección de los cambiantes vientos. Siguieron internándose en el Lancaster Sound, dejando al norte la isla Devon y al sur la isla de Baffin, hasta llegar al estrecho del Príncipe Regente y luego al estrecho de Barrow. Siguieron bordeando las costas meridionales de las islas Cornwallis, Bathurst y Melville, hasta alcanzar el meridiano 110° W, en que la tripulación ganó la prima de 5000 libras del Almirantazgo a quien la sobrepasara, tras haber recorrido en un solo mes la increíble distancia de 800 km por tierras desconocidas. Siguieron hacia el oeste, libre de iceberg y con floes relativamente delgados, hasta que al avistar al sur las costas meridionales de isla de Banks, los floes del mar de Beaufort hicieron imposible el avance. Recorrieron un total de unos 1100 km en el principal tramo del Paso del Noroeste. Invernaron en Port-Winter en la primera invernada con éxito en el alto Ártico. En mayo siguiente comenzó a derretirse el hielo y en junio recorrieron a pie isla Melville, llegando hasta la costa septentrional, descubriendo el golfo Liddon. El 1.º de agosto los barcos se liberaron y reemprendieron la ruta hacia el oeste, no logrando llegar más allá de 113° 48′ 22″ O, en el extremo meridional de isla Melville. Descubrieron la isla de Banks al sur, pero no lograron atravesar el impenetrable hielo. Parry regresó convencido de que el paso no se encontraba por esa ruta y se encontraría al sur de la isla de Baffin. Navegaron de vuelta siguiendo la ribera meridional del estrecho de Barrow y el Lancaster Sound, cartografiando la costa norte de la isla de Somerset. El 30 de octubre de 1820 completaron un exitoso viaje de más de la mitad del trayecto entre Groenlandia y el estrecho de Bering. (ver: Primera expedición ártica de 1819-1820) • Barcos: HMS Hecla (Parry) y el HMS Griper (Liddon)                                               | XIX   |
| 1819-1822        | T    | Ex-Ca | Reino Unido                       |                                         | Expedición Coppermine                                                  | John Franklin, John Richardson y George Back descienden por el río Coppermine hasta la península de Kent. La expedición es un desastre, que termina en canibalismo y 11 muertes. | XIX   |
| 1820-1824        | M    | PNE   | Imperio ruso                      |                                         | Ferdinand von Wrangel (1797-1870)                                      | Wrangel, al mando de la expedición Kolýmskaya en busca de tierras del norte, navegó hacia el norte del río Kolyma y estableció que había un mar abierto, no tierra firme como se pensaba. Junto a Fiódor Matyushkin y P. Kuzmin, describió las islas Medvyezhi y la costa del Ártico desde el río Indigirka hasta la bahía Kolyuchinskaya. Después de observar que bandadas de pájaros volaban hacia el norte y preguntar a los nativos, determinó que debía de haber una isla no descubierta en el océano Ártico (aunque no la encontró, la isla fue nombrada después isla de Wrangel)..P. Wrangel explora la costa este de Siberia desde la boca del río Kolyma hasta el estrecho de Bering | XIX   |
| 1821-1824        | M    | PNE   | Imperio ruso                      | Marina Rusa                             | Fyodor Litke (1797-1882)                                               | Litke exploró la costa occidental de Novaya Zemlya, incluyendo el estrecho de Matochkin, el mar Blanco y el mar de Barents. En 1826-1829, dirigió la circunnavegación del Senyavin, acompañado por Mijaíl Staniukovich en la balandra Moller. Durante este viaje, exploraron el mar de Bering (incluidas las islas Pribilof, la isla de San Mateo y las islas del Comandante), las islas Bonin, de Japón, y las islas Carolinas, con el descubrimiento de 12 nuevas islas. | XIX   |
| 1821-1823        | M    | PNO   | Reino Unido                       | Royal Navy                              | Segunda expedición de Parry                                            | William Edward Parry llega hasta el estrecho de Fury y Hecla. • Barcos: HMS Hecla y HMS Fury | XIX   |
| 1821-1823        | M    | PNE   | Imperio ruso                      | Marina Rusa                             | Piotr Anjou (1796-1869)                                                | Anjou describió la línea de costa y las islas de Siberia Oriental, entre las desembocaduras de los ríos Olenek e Indigirka y cartografió las islas de Nueva Siberia. | XIX   |
| 1822             | M    | Ex-Gr | Reino Unido                       | Ballenero                               | William Scoresby (1789-1857)                                           | Scoresby desembarcó en el este de Groenlandia, cerca de la boca de sistema de fiordos que más tarde sería nombrado en su honor, Scoresby Sund. Reconoció y cartografió con notable precisión unas 400 millas de la costa este, entre los 69° 30′ y los 72° 30′, contribuyendo así al primer conocimiento geográfico importante de la zona oriental de Groenlandia. | XIX   |
| 1823             | M    | Ex-Gr | Reino Unido                       | Royal Navy                              | Douglas Charles Clavering (1794-1827) y Edward Sabine (1788-1883)      | Clavering y Sabine exploraron Groenlandia Oriental hacia el norte, desde isla Clavering, donde se ponen en contacto con el ahora extinto Northeast Greenland Inuit. (ver: Viaje al Ártico (1823) | XIX   |
| 1824-1825        | M    | PNO   | Reino Unido                       | Royal Navy                              | Tercera expedición de Parry                                            | Parry y Francis Crozier avanzan por el Lancaster Sound hasta la isla Somerset. En la lucha contra el hielo el HMS Fury quedó dañado y fue abandonado. • Barcos: HMS Hecla y HMS Fury | XIX   |
| 1825-1827        | M    | PNO   | Reino Unido                       | Royal Navy                              |                                                                        | Franklin, Richardson, Back y Peter Warren Dease exploran las costas del golfo de la Coronación en Alaska. | XIX   |
| 1825-1827        | T    | Ex-Ca | Reino Unido                       |                                         | John Franklin, John Richardson y George Back                           | John Franklin, John Richardson y George Back descienden por el río Mackenzie hasta el Ártico y cartografían un tramo de costa. (ver: Expedición Río Mackenzie) | XIX   |
| 1825-1828        | M    | PNO   | Reino Unido                       | Royal Navy                              | Frederick William Beechey (1796-1856) y Edward Belcher                 | F. Beechy a bordo del HMS Blossom explora la costa de Alaska desde punta Barrow hasta el estrecho de Bering. (ver: La expedición al estrecho de Bering) | XIX   |
| 1827             | M    | Polo  | Reino Unido                       | Royal Navy                              | William Edward Parry                                                   | Expedición de la Royal Navy con meta alcanzar el Polo Norte desde la costa norte de Spitsbergen. No tuvo éxito, pero los 82° 45′ N alcanzados no fueron superados hasta 49 años más tarde. | XIX   |
| 1827             | M    | Ex    | Reinos Unidos de Suecia y Noruega |                                         | Baltazar M. Keilhau (1797-1858)                                        | Primera expedición científica noruega al Ártico, a Bjørnøya y Svalbard, liderada científicamente por el geólogo Keilhau. | XIX   |
| 1827             | M    | Polo  | Reino Unido                       | Royal Navy                              | Expedición al Polo de Parry                                            | Parry alcanza la latitud 82° 45′, al norte de Spitzberg. • Barcos: HMS Hecla | XIX   |
| 1828-1830        | M    | Ex-Gr | Dinamarca                         |                                         | Wilhelm August Graah                                                   | Expedición danesa dirigida por Graah que intentó localizar las colonias nórdicas perdidas en el sudeste de Groenlandia, pero no alcanzó la isla de Ammassalik. | XIX   |
| 1829-1833        | M    | PNO   | Reino Unido                       | Felix Booth                             | #La segunda expedición de 1829-33\|Expedición privada de John Ross     | Expedición financiada por Felix Booth y dirigida por Ross, acompañado por su sobrino James Clark Ross, para buscar el Paso del Noroeste a bordo del Victory, un barco de vapor. Navegaron por la bahía de Baffin hacia el norte y viraron al oeste para cruzar el Lancaster Sound adentrándose en el estrecho del Príncipe Regente y descendiendo nuevamente al sur, una zona hasta entonces inexplorada, a lo largo de isla Somerset. Halló un estrecho canal que conducía hacia el oeste y llegó a las costas de la península de Boothia, bautizada así en honor de su amigo y patrocinador. Aquí su barco quedó atrapado por los hielos durante dos años, en los que exploraron la región a pie y en chalupas hacia el oeste y el norte, ayudados por los inuit. En 1830, cruzando los canales helados, reconocieron la isla del Rey Guillermo, a la que bautizaron como Tierra del Rey Guillermo, ya que pensaron que era también una península. En una de esas exploraciones, James Clark Ross encontró el Polo Norte magnético (coordenadas ) en un lugar cerca del litoral oriental de la península de Boothia. En 1832, convencido de que el Victory estaba irremisiblemente atrapado, Ross y su tripulación marcharon a pie hasta los restos del Fury (un barco atrapado en 1827, en una de las expediciones de Parry en que había participado su sobrino) e invernaron por tercera vez cerca de un depósito de víveres dejado en previsión por Parry. Tuvieron que esperar un año más hasta que una brecha en el hielo les posibilitó iniciar la navegación en las chalupas del Fury y el 15 de agosto de 1833 consiguieron llegar al estrecho de Lancaster, y, a finales de ese mes, fueron recogidos en el mar de Baffin por un barco ballenero británico bien conocido por él, el Isabelle, su antiguo barco de la expedición de 1818. La experiencia vivida y los conocimientos recopilado, científicos y etnológicos, principalmente con los inuits, proporcionaron a Ross el reconocimiento que había estado buscando tanto tiempo y le permitieron recuperar su reputación. • Barco: Victory | XIX   |
| 1832-1835        | M    | PNE   | Imperio ruso                      |                                         | Piotr Pájtusov (1800-1835)                                             | Pájtusov, participante en las exploraciones anteriores de Fyodor Litke, dirigió dos expediciones a Nueva Zembla en 1832 y 1835. Invernó en dos ocasiones en las islas y tomó detalladas observaciones meteorológicas. Junto con el compañero explorador y cartógrafo Avgust Tsivolko, hizo los primeros mapas fiables de las costas meridionales de Nueva Zembla, en especial de la costa oriental completa de la isla Yuzhny y de la costa oriental de isla Severny al norte de casi los 74° 24′ N. | XIX   |
| 1833-1835        | M    |       | Reino Unido                       | Royal Navy                              | George Back                                                            | Expedición de la Royal Navy al mando de Back de búsqueda de sir John Ross, que llevaba desaparecido en el Ártico desde 1829. Cuando ya había llegado a las costas de Norteamérica, en mayo de 1834, a Back le llegaron noticias de que Ross estaba de regreso a salvo en Inglaterra tras haber invernado cuatro temporadas, por lo que decidió realizar una misión exploratoria y completar el reconocimiento de la costa y explorar el largo curso (de casi 1000 km) del río Great Fish, que después fue bautizado en su honor como río Back. Desde Fort Reliance llegó a la desembocadura en el Chantrey Inlet y reconoce y cartografía la costa de desde la península de Kent a la península de Melville, casi 1000 km aún desconocidos. | XIX   |
| 1836-1837        | M    |       | Reino Unido                       | Royal Navy                              | George Back                                                            | Se le asignó el mando del HMS Terror en una nueva expedición para cartografiar la casi desconocida parte septentrional de la bahía de Hudson, con el fin de entrar en la bahía Repulse, donde iban a ser enviadas partidas por tierra para cruzar la península Melville por tierra y explorar la costa opuesta, la occidental, y determinar si la península de Boothia era una isla o una península. El HMS Terror queda atrapado por el hielo durante 10 meses en el estrecho Frozen, en la parte norte de laisla Southampton. En la primavera de 1837, un encuentro con un iceberg dañó aún más el barco, y cuando logró liberarse en julio, regresó llegando casi en estado de naufragio a la costa irlandesa, en Lough Swilly, el 3 de septiembre. • Barco:HMS Terror | XIX   |
| 1837             | M    | PNE   |                                   |                                         | Karl Ernst von Baer                                                    | von Baer lidera una expedición de historia natural a Novaya Zemlya. | XIX   |
| 1838-1839        | M    | PNE   |                                   |                                         | Avgust Tsivolko                                                        | Tsivolko lidera una expedición de reconicimiento y cartografía a Novaya Zemlya. | XIX   |
| 1838-1840        | M    | Ex    | Francia                           |                                         | Joseph Paul Gaimard (1796-1858)                                        | La Recherche Expedition, una expedición científica para explorar las islas del Atlántico Norte, Islas Feroe, Spitsbergen e Islandia. | XIX   |
| 1839-1840        | M    | Ex-Ca | Reino Unido                       | Ballenero                               | William Penny (1809-1892)                                              | Penny explora el Cumberland Sound. • Barco: Bon Accord | XIX   |
| 1845-1848        | M    | PNO   | Reino Unido                       | Royal Navy                              | Sir John Franklin, Francis Crozier y James Fitzjames                   | Partieron en busca del Pasaje del Noroeste. No volverán y se lanzarán muchas expediciones en su búsqueda. (ver: expedición perdida de Franklin) • Barcos: HMS Erebus y HMS Terror | XIX   |
| 1846-1847        |      |       | Reino Unido                       |                                         | John Rae                                                               | Rae explora la península de Boothia. | XIX   |
| 1848             | T    | Res   | Reino Unido                       | Royal Navy                              | John Rae                                                               | La expedición ártica Rae-Richardson busca por tierra la expedición perdida de Franklin. | XIX   |
| 1848-1849        | M    | Res   | Reino Unido                       | Royal Navy                              | Expédition de recherche                                                | James Clark Ross, Robert McClure y Leopold McClintock parten en busca de la expedición Franklin. • Barcos: HMS Investigator y HMS Enterprise | XIX   |
| 1848-1851        | M    |       | Reino Unido                       | Royal Navy                              | Henry Kellett y Émile de Bray                                          | Esperan a Franklin en el estrecho de Bering y descubren la isla Herald. • Barcos: HMS Herald y HMS North Star | XIX   |
| 1850-1851        | M    | Res   | Reino Unido                       | Royal Navy                              | Horatio Austin, Erasmus Ommanney y Leopold McClintock                  | Exploran la isla de Cornwallis, siempre buscando a Franklin. • Barcos: HMS Resolute, HMS Assistance, HMS Pioneer y HMS Intrepid | XIX   |
| 1850-1851        | M    | Res   |                                   | Grinnell                                | Primera expedición Grinnell                                            | Primera expedición estadounidense al Ártico, en busca de Franklin, con Edwin De Haven y Elisha Kent Kane. Encuentran las tumbas de los miembros de la tripulación John Torrington, William Braine y John Hartnell en isla Beechey. • Barcos: HMS Advance y HMS Rescue | XIX   |
| 1850-1851        |      | Res   |                                   |                                         |                                                                        | William Penny y Alexander Stewart encuentran rastros de la expedición Franklin en la isla Beechey. • Barcos: Lady Franklin y Sophia | XIX   |
| 1850-1853        |      | Res   |                                   |                                         | William Kennedy y Joseph-René Bellot                                   | En busca de Franklin en una expedición financiada por Lady Franklin. • Barco: Prince Albert | XIX   |
| 1850-1854        |      | Res   |                                   |                                         | Expedición ártica de McLure                                            | Inicialmente en busca de Franklin, Robert McClure, el comandante Samuel Gurney Creswell, William Haswell y Robert Wynniat franquean el estrecho de Bering y descubren el último eslabón del Paso del Noroeste que es finalmente establecido. La misión termina en drama y debe ser rescatada. • Barcos: HMS Investigator | XIX   |
| 1852             | M    | Res   | Reino Unido                       | Jane Franklin                           | Edward Augustus Inglefield                                             | Inglefield parte en el Isabel, patrocinado por Jane Franklin, en busca de la desfortunada expedición perdida de Franklin | XIX   |
| 1852-1854        | M    | Res   | Reino Unido                       | Royal Navy                              | Edward Belcher, Henry Kellett, Émile de Bray                           | Rescatan la expedición ártica McLure. • Barcos: HMS Resolute, HMS Assistance, HMS North Star, HMS Pioneer, HMS Intrepid | XIX   |
| 1853-1855        | M    |       | Estados Unidos                    |                                         | Elisha Kent Kane (1820-1857)                                           | | XIX   |
| 1853-1854        | M    | Res   |                                   |                                         | Edward Inglefield, Joseph-René Bellot                                  | Inglefield, Belloty su contramaestre Johnson parten en busca de las expediciones de Franklin y McClure. Bellot y trouve la mort. Creswell muere allí. Creswell es rescatado por el HMS Investigator. • Barcos: Breadalbane y Phoenix | XIX   |
| 1853-1854        | M    | Res   |                                   |                                         | John Rae                                                               | Rae explora la isla King William y la península de Boothia y encuentra restos de la expedición Franklin en posesión de esquimales. • Barcos:North Pole y Magnet | XIX   |
| 1853-1854        | M    | Res   |                                   | Grinnell                                | Elisha Kent Kane                                                       | Segunda expedición Grinnell. Todavía buscando a Franklin, Elisha Kent Kane, William Morton, Isaac Israel Hayes y Hans Hendrik ascienden a la latitud de 80° 35′. Morton afirma haber subido a los 81° 22′. Descubrimiento de la Tierra de Grinnell. • Barco: HMS Advance | XIX   |
| 1857-1859        | M    | Res   |                                   | Lady Franklin                           | Leopold McClintock y William Robert Hobson                             | McClintock y Hobson comandan la quinta expedición privada financiada porr Lady Franklin. Encuentran cerca de la isla King William artefactos, esqueletos de miembros de la tripulación y las comunicaciones escritas finales de los últimos supervivientes de la expedición. • Barco: Fox | XIX   |
| 1858             | M    | Ex-Sv | Reinos Unidos de Suecia y Noruega |                                         | Otto Martin Torell (1828-1900)                                         | Torell, naturalista, geólogo y botánico sueco, lidera una expedición sueca en el balandro Frithiof a lo largo de la costa de Spitsbergen, con la intención de comprobar la posibilidad de establecer explotaciones mineras en la isla. La expedición realizó observaciones biológicas y geológicas. En la expedición participa Nordenskiöld. | XIX   |
| 1860             | M    | Ex-Gr | Estados Unidos                    |                                         | Paul A. Chadbourne                                                     | Chadbourne, profesor del Williams College, lideró una expedición del Williams College Lyceum of Natural History a Greenland. | XIX   |
| 1860-1861        | M    | Polo  | Estados Unidos                    | Grinnell                                | Isaac Israel Hayes                                                     | Hayes busca un hipotético mar polar abierto y afirma haberlo encontrado a pesar de la falta de pruebas • Barco: United States | XIX   |
| 1860-1862        | Mx   | Res   | Estados Unidos                    |                                         | Charles Francis Hall (1821-1871)                                       | 1.ª expedición de Charles Hall, convencido de encontrar a los supervivientes de la expedición de Franklin, que habían desaparecido casi 15 años antes. Su expedición en bote fue destruida, aunque descubrió que el supuesto estrecho de Frobisher era en realidad una bahía que no tenía salida (bahía Frobisher). Hall no consiguió nada, pero se endureció y se acostumbró a vivir en un medio tan duro. (ver: Primera expedición ártica de Hall) | XIX   |
| 1861             | M    | Ex    | Reinos Unidos de Suecia y Noruega |                                         | Otto Martin Torell (1828-1900)                                         | Expedición sueca a Svalbard, explora el estrecho de Hinlopen y la costa norte de Nordaustlandet | XIX   |
| 1861-1862        | M    | PNE   | Imperio ruso                      |                                         | Otto Paul von Krusenstern (1834-1871)                                  | Expedición a través del mar de Kara en la goleta Yermak con el fin de realizar una investigación hidrográfica y descubrir las posibilidades de llegar a la desembocadura del Yenisei. El 1 de agosto de 1862, parten del pueblo de Kuya en el Pechora en dirección al estrecho de Yugorsky para dirigirse al mar de Kara, donde ni un solo barco había entrado en expedición durante 30 años después de la expedición de Piotr Pájtusov. Deben abandonar la goleta atrapada en el hielo y alcanzan a pie la orilla, Krusenstern concluye: «El camino a través del mar de Kara hasta las desembocaduras del Ob y Yenisei nunca se trazará». | XIX   |
| 1864-1869        | T    | Res   | Estados Unidos                    |                                         | Charles Francis Hall                                                   | 2.ª expedición de Hall, que seguía creyendo que los supervivientes vivirían en la zona de la isla del Rey Guillermo con los esquimales. En julio de 1864 navegó de nuevo con el capitán Budington en el ballenero Monticello hasta el norte de la bahía de Hudson. En los cuatro años siguientes, llevó una vida de penurias y frustración en la zona del Roes Welcome Sound, en la costa occidental de isla Southampton viviendo solo con los esquimales, tratando sin éxito de persuadirles para que le acompañasen a la isla del Rey Guillermo. A pesar de los rumores de que había hombres blancos que vivían en la zona, todo lo que encontró fueron más restos y artefactos de la expedición, incluidos restos humanos. Hizo muchas averiguaciones acerca de su suerte con los inuits nativos que vivían allí. Hall finalmente se dio cuenta de que las historias de los sobrevivientes eran poco fiables y se desilusionó con los inuit por el descubrimiento de que los miembros de la expedición de Franklin habían sido dejados deliberadamente morir de inanición. Decidió dejar la búsqueda y regresó en septiembre de 1869. (ver: Segunda expedición ártica de Hall) | XIX   |
| 1864             | M    | Ex    | Reinos Unidos de Suecia y Noruega |                                         | Adolf Erik Nordenskiöld                                                | Expedición del sueco Nordenskiöld a Svalbard | XIX   |
| 1868             | M    | Polo  | Alemania                          |                                         | Carl Koldewey (1837-1908)                                              | Primera Expedición al Polo Norte de Alemania con el Grönland a lo largo de la costa oriental de Groenlandia. | XIX   |
| 1868             | M    | Polo  | Reinos Unidos de Suecia y Noruega |                                         | Adolf Erik Nordenskiöld                                                | Expedición bien organizada tratando de llegar hasta el Polo del sueco Nordenskiöld en la goleta de hierro a vapor Sofia, alcanzó un «Farthest North» (más al Norte) que cualquier otro barco en el hemisferio oriental. Llegó a los 82° 42' N, superando el récord anterior de William Scoresby por 12'. | XIX   |
| 1869             | M    | Polo  | Alemania                          |                                         | Carl Koldewey                                                          | 2.ª Expedición al Polo Norte de Alemania con el Germania y el Hansaque alcanza la isla Sabine | XIX   |
| 1871-1873        | M    | Polo  | Estados Unidos                    | Gobierno de EE. UU.                     | Charles Francis Hall                                                   | Expedición Polaris, dirigida por Hall con el objetivo de alcanzar el Polo Norte, patrocinada por el gobierno de EE. UU.. La expedición fracasó al tener graves problemas de insubordinación, incompetencia y falta de liderazgo. El Polaris zarpó de Nueva York en junio de 1871 y en octubre invernaron en la costa del norte de Groenlandia, haciendo los preparativos para el viaje al Polo. Hall, tras volver al Polaris de un viaje en trineo, enfermó. Antes de morir acusó a los miembros de la tripulación de haberle envenenado. La autopsia realizada tras exhumar su cuerpo en 1968 reveló que había ingerido una gran cantidad de arsénico en las dos últimas semanas de su vida. La expedición consiguió un logro notable, llegar en barco a la latitud 82° 29′ N, la latitud más alta alcanzada en barco hasta ese momento. En el camino de regreso hacia el sur, 19 miembros, temiendo que el barco se fuese a pique al quedar atrapado en el hielo, bajaron al hielo durante la noche, se produjo una tormenta, el hielo se fracturó y quedaron a la deriva sobre un témpano durante 6 meses, recorriendo 2900 km antes de ser rescatados. El Polaris fue embarrancado por los tripulantes que quedaron en él, en una playa próxima a Etah, Groenlandia, en octubre de 1872. Ese grupo sobrevivió al invierno con la ayuda de los inuit de Etah, y fueron rescatados al verano siguiente. Una comisión naval investigó la muerte de Hall, pero no se imputaron cargos a ninguna persona ni se aclaró, en aquel momento, lo ocurrido. | XIX   |
| 1872-1874        | M    | Polo  | Imperio austrohúngaro             |                                         | Julius von Payer (1841-1915) y Karl Weyprecht                          | Expedición austro-húngara al Polo Norte con el Tegetthoff. Tenía como fin encontrar el Paso del Nordeste y exploraron la zona de Nueva Zembla y descubrieron la Tierra de Francisco José. | XIX   |
| 1870             | M    | Ex-Gr | Reinos Unidos de Suecia y Noruega |                                         | Adolf Erik Nordenskiöld                                                | Nordenskiöld realiza un breve viaje por el interior helado del oeste de Groenlandia para averiguar si el uso de perros de trineo era aconsejable para una expedición polar. Llegó a la conclusión de que no sería práctico adquirir y depender de una gran cantidad de perros en vista de los recientes brotes de una enfermedad contagiosa en los perros. Hizo un viaje de unos 50 km en el helado interior desconocido. En Uivfaq, en la isla Disko, se encontraron varios bloques grandes de hierro nativo que Nordenskiöld supuso que eran meteoritos. Actualmente se piensa que el hierro se acumuló en formaciones basálticas a través de erupciones volcánicas. | XIX   |
| 1871             | M    | Ex    | Reinos Unidos de Suecia y Noruega |                                         | Benjamin Leigh Smith (1828-1913)                                       | El noruego Leigh Smith realiza su primera expedición al Ártico. Zarpa el 19 de mayo de Grimsby a bordo del Sampson, una goleta capitaneada por Erik Andreas Ulve con otros 12 noruegos. Llegan a Svalbard el 7 de julio. Sampson navegó a través del hielo alrededor de la costa oeste y norte de Spitsbergen hasta el estrecho de Hinlopen. Aquí Leigh-Smith inspeccionó lo que más tarde se llamó Isla Wilhelm, estableciendo que era una isla.Luego continuó a lo largo de la costa norte de Nordaustlandet, haciendo los primeros avistamientos confirmados de 22 islas, incluidas Brochøya, Foynøya y Schübelerøya. | XIX   |
| 1872             | M    | Ex    | Reinos Unidos de Suecia y Noruega |                                         | Benjamin Leigh Smith                                                   | Leigh Smith regresa a Svalbard en su segunda expedición, con 17 hombres y el capitán John C. Wells. Partieron de Hull el 13 de mayo y llegaron a Jan Mayen el 3 de junio. Wells tomó medidas de temperatura en profundidad mientras la tripulación cazaba ballenas y focas, lo que cubría en parte el costo de la expedición. El Sampson luego continuó a lo largo del borde de la barrera de hielo hasta Svalbard. Aquí, los sondeos más profundos de la temperatura del mar por Wells corroboraron aún más la supuesta corriente cálida de las profundidades marinas. En la isla Moffen, el barco fue dañado por el hielo y tuvo que ser varado para reparaciones en el Wijdefjorden. A flote una vez más, el Sampson se encontró en la expedición polar sueca de Nordenskiöld en su camino hacia el norte en el Fuglefjorden. Leigh Smith regresó a Hull el 26 de septiembre. | XIX   |
| 1872-1873        | M    | Polo  | Reinos Unidos de Suecia y Noruega |                                         | Adolf Erik Nordenskiöld                                                | En 1872, Nordenskiöld se embarcó en una expedición para llegar al Polo Norte utilizando renos. Con este fin, los vapores Polhem y Onkel Adam y el bergantín Gladan se encontraron en Spitsbergen. En Mosselbukta, los tres barcos quedaron atrapados inesperadamente en el hielo. Nordenskiöld se enfrentó a alimentar a los 67 hombres durante el invierno, así como a ayudar a las tripulaciones de seis barcos de caza noruegos que habían sufrido la misma suerte. La situación empeoró cuando todos los renos excepto uno escaparon. En lugar de un viaje en trineo hasta el polo, solo se podría emprender un viaje a Nordaustlandet durante el cual un miembro de la expedición desapareció mientras buscaba madera flotante. Los suministros escaseaban peligrosamente y el escorbuto causaba estragos. Sin embargo, solo un marinero sucumbió a él, gracias a que Benjamin Leigh Smith en el vapor Diana encontró los barcos atrapados y les cedió sus provisiones. Dos semanas después, el hielo se abrió y los barcos pudieron regresar a Suecia. | XIX   |
| 1873             | M    | Ex    | Reinos Unidos de Suecia y Noruega |                                         | Benjamin Leigh Smith                                                   | Para la 3.ª expedición, Leigh Smith fletó el barco de exploración ártico Diana de James Lamont (17 tripulantes) y utilizó el Sampson (13 tripulantes) como barco de apoyo y suministros de reserva. El objetivo era aventurarse más allá del borde noreste de Svalbard y también buscar la expedición de Nordenskiöld que aún no había regresado. El 13 de junio, el Diana se enteró por pesquero noruego en la isla de Danes que la expedición de Nordenskiöld estaba atrapada en Mosselbukta y estaba al borde de la inanición. Leigh Smith llegó a los 3 barcos el mismo día y los ayudó con sus provisiones. La expedición emprendió algunas exploraciones, pero no logró llegar mucho más lejos que antes. | XIX   |
| 1875, 1876       | M    |       | Reinos Unidos de Suecia y Noruega |                                         | Adolf Erik Nordenskiöld                                                | Nordenskiöld es el primero en alcanzar el río Yenisey por mar. En 1876 repite este mismo viaje. | XIX   |
| 1875-1876        | M    | Polo  | Reino Unido                       |                                         | George Nares                                                           | Expedición Ártica Británica | XIX   |
| 1876-1878        | M    |       | Reinos Unidos de Suecia y Noruega |                                         |                                                                        | La expedición noruega Mares del Norte en el Vøringen explora el Atlántico norte hasta los 80° N. | XIX   |
| 1877-1878        | M    |       | Estados Unidos                    |                                         | Henry W. Howgate (1835-1901)                                           | Howgate lidera la Expedición Polar Preliminar de Howgate para promover experimentos científicos y la caza de ballenas como fuente de ingresos. | XIX   |
| 1878             | M    | Ex-Gr | Dinamarca                         |                                         | Jens Arnold Diderich Jensen                                            | Jensen exploró el casquete helado de Groenlandia Occidental | XIX   |
| 1878-1879        | M    | PNE   | Reinos Unidos de Suecia y Noruega |                                         | Adolf Erik Nordenskiöld (1832-1901)                                    | Expedición del sueco Nordenskiöld en el Vega que atravesó por primera vez todo el Paso del Noreste a lo largo de la costa norte de Eurasia. Partiendo de Karlskrona el 22 de junio de 1878, el Vega dobló el cabo Cheliuskin en agosto. El Vega iba inicialmente acompañado por los barcos Lena, Fraser y Express. Los dos últimos se separaron en la desembocadura del Yenisei y viajaron río arriba. El Lena navegó por el río Lena hasta Yakutsk. A finales de septiembre, el Vega quedó atrapado en el hielo cerca del estrecho de Bering y pasó el invierno entre las costas de los chukchis. Libre del hielo, navegó a través del estrecho de Bering en julio de 1879, convirtiéndose en el primer barco que realizó la circunnavegación de Eurasia. (ver: La expedición de 1878: el paso del Nordeste) | XIX   |
| 1878-1881        | M    | Ex    | Países Bajos                      |                                         |                                                                        | Diferentes viajes con la goleta polar neerlandesa Willem Barents en los alrededores de Spitsbergen y Novaya Zemlya, organizados por la Royal Dutch Geographical Society. | XIX   |
| 1879-1882        | M    | Polo  | Estados Unidos                    | New York Herald                         | George Washington DeLong                                               | Expedición al Polo Norte a través del estrecho de Bering del USS Jeanette. Descubrieron varias islas en el grupo de islas DeLong y tras quedar el barco apresado en la banquisa, intentaron regresar a pie, muriendo la mayoría de sus miembros. | XIX   |
| 1880             | M    | Ex    | Reinos Unidos de Suecia y Noruega |                                         | Benjamin Leigh Smith                                                   | El 19 de junio el Eira partió de Aberdeen con el capitán William Lofley, el cirujano William Neale, el fotógrafo William John Alexander Grant, dos compañeros, dos ingenieros y 17 hombres. El 20 de junio, cuatro shetlanders fueron recogidos en Lerwick para el viaje y la exploración de Svalbard. El 11 de julio, el Hope de John Gray y el Eclipse de David Gray se reunieron con el Eira y Leigh Smith. Grant tomó una fotografía a bordo del Eira que incluía a Arthur Conan Doyle junto con Leigh Smith, los hermanos Gray y el Dr. Neale. Después de encontrar la costa norte de Svalbard con un espeso hielo, Leigh Smith decidió explorar la Tierra de Franz Josef Land, descubierta 7 años antes por la expedición austro-húngara al Polo Norte. El 14 de agosto, la expedición avistó la isla de May, en la parte occidental de Franz Joseph Land que no había sido explorada. La expedición descubrió varias islas más: Hooker, Etheridge, Northbrook, Bell, Mabel, Bruce, Eaton e isla David. El 1 de septiembre, el Eira dejó Franz Josef Land, regresando brevemente a Svalbard, antes de llegar a Peterhead el 12 de octubre. | XIX   |
| 1880             | M    | Ex-Gr | Estados Unidos                    |                                         | Henry W. Howgate                                                       | Howgate lidera la expedición Howgate Arctic para realizar una exploración científica y geográfica de Groenlandia. | XIX   |
| 1881-1882        | M    | Ex    | Reinos Unidos de Suecia y Noruega |                                         | Benjamin Leigh Smith                                                   | El Eira partió de Peterhead el 14 de junio con una tripulación de 25 personas para establecer un campamento base en el área descubierta el año anterior y explorar más al norte. Al avistar Franz Josef Land el 23 de julio, la tripulación construyó un almacén en Bell Island al que llamaron Eira Lodge. Luego, el barco se dirigió al cabo Flora de la isla Northbrook, donde fue aplastado por el hielo el 22 de agosto. Se vieron obligados a abandonar el barco, aunque se pudieron salvar muchos suministros y 5 botes durante su hundimiento. Como el hielo inicialmente hizo imposible llegar a Eira Lodge, construyeron una cabaña en cabo Flora con piedras, tablas, palos y velas que llamaron Flora Cottage. El 1 de septiembre, un bote logró llegar a Eira Lodge y trajo suministros adicionales a Flora Cottage. La expedición sobrevivió al invierno ártico complementando su comida almacenada con osos cazados, pájaros y morsas, de modo que tenían 2 meses de provisiones. Partieron para el viaje planeado en bote hacia el sur. El 21 de junio de 1882, el mar estaba lo suficientemente limpio de hielo, Leigh Smith ordenó que los botes se internaran en el mar. Al principio, progresaron lentamente, a menudo se vieron obligados a esperar a que se formaran canales de hielo o arrastrar los barcos sobre el hielo. El 1 de agosto llegaron al mar abierto, no lejos de Novaya Zemlya. Al día siguiente llegaron a tierra y fueron avistados por el barco de exploración del Ártico neerlandés Willem Barentsz. Los miembros de la expedición fueron llevados a casa en el barco Hope de la "Expedición de búsqueda y socorro de Eira" organizada de forma privada bajo el mando de Allen Young, y llegaron a Aberdeen el 20 de agosto. | XIX   |
| 1881-1884        | M    | Ex-Gr | Estados Unidos                    | US Army                                 | Adolphus Greely                                                        | Expedición a Bahía Lady Franklin. | XIX   |
| 1882-1883        | M    | Polo  | Dinamarca                         |                                         |                                                                        | Expedición danesa en el Dijmphna al territorio entre Rusia y el Polo Norte como colaboración en el Primer Año Polar Internacional. | XIX   |
| 1882-1883        | T    | Ex-Gr | Reinos Unidos de Suecia y Noruega |                                         | Adolf Erik Nordenskiöld                                                | «Segunda expedición de Dickson» ("Den andra Dicksonska Expeditionen till Grönland") para cruzar Groenlandia. Llevó nuevamente al Sofia a la bahía de Disko, donde, junto con tres saami, realizó una expedición a la capa de hielo del interior. Esperaba que el interior de Groenlandia estuviera libre de hielo y tal vez cubierto de bosques. Nordenskiöld tuvo que rendirse rápidamente debido a problemas técnicos, pero los saami penetratron 230 km hacia el este antes de regresar. En la costa oriental de Groenlandia, la expedición penetró la gran barrera de hielo, siendo la primera en hacerlo después de 300 años de intentos, y desembarcó en Ammasalik (Kung Oscars Hamn) 65° 37′ N, es decir, solo un poco al norte de donde Wilhelm August Graah se vio obligado a cambiar su expedición Umiaken 1830. | XIX   |
| 1883-1885        | M    | Ex-Gr | Dinamarca                         |                                         | Gustav Holm y Thomas Vilhelm Garde                                     | Expedición Umiak liderada por Holm y Garde a lo largo de la costa sureste de Groenlandia, en las aguas poco profundas entre la costa y el mar de hielo. | XIX   |
| 1886             | T    | Ex-Gr | Estados Unidos                    |                                         | Robert Peary (1856-1920)                                               | Intento fallido de cruzar Groenlandia | XIX   |
| 1888-1889        | T    | Ex-Gr | Reinos Unidos de Suecia y Noruega |                                         | Fridtjof Nansen (1861-1930)                                            | Primera travesía exitosa del interior de Groenlandia (de este a oeste) de la expedición noruega liderada por Nansen | XIX   |
| 1891-1892        | T    | Ex-Gr | Estados Unidos                    |                                         | Robert Peary                                                           | Tercera expedición a Groenlandia liderada por Peary para descubrir si era una isla o una península | XIX   |
| 1891-1892        | M    | Ex-G  | Dinamarca                         |                                         | Carl Ryder                                                             | Intento fallido de la Expedición Groenlandia Oriental en el Hekla liderada por Ryder, pero exploró el sistema del Scoresby Sund en detalle. | XIX   |
| 1892             | M    | Polo  | Reinos Unidos de Suecia y Noruega |                                         | Alfred Björling                                                        | Fracasada expedición sueca de Alfred Björling (1871-1892) y Evald Kallstenius (1868-1892) en el Ripple. Fallecieron los cinco integrantes en las islas Carey, en la parte septentrional de la bahía de Baffin. | XIX   |
| 1893-1895        | T    | Ex-Gr | Estados Unidos                    |                                         | Robert Peary                                                           | Cuarta expedición a Groenlandia liderada por Peary | XIX   |
| 1893-1896        | Mx   | Polo  | Reinos Unidos de Suecia y Noruega |                                         | Fridtjof Nansen y Hjalmar Johansen                                     | Expedición noruega en el Fram y por tierrahacia el Polo | XIX   |
| 1894             | T    | Polo  | Estados Unidos                    |                                         | Walter Wellman (1858-1934)                                             | Fracasa el intento de Wellman de alcanzar el Polo Norte desde Svalbard. | XIX   |
| 1894-1897        | Mx   | Ex-Ru | Reino Unido                       | Alfred Harmsworth (1865-1922)           | Frederick George Jackson (1860-1938)                                   | Expedición Jackson-Harmsworth, expedición privada de reconocimiento a la Tierra de Francisco José dirigida por el explorador ártico británico F.G. Jackson financiada por el propietario y editor de periódicos A. Harmsworth. Jackson había sido engañado por los antiguos mapas en la creencia de que la Tierra de Francisco José era una masa de tierra que se extendía hasta el Polo Norte. El principal logro de la expedición fue demostrar que la tierra era en realidad un archipiélago, cuya isla más al norte no se extendía más allá de los 81°N. El grupo tenía su base en el cabo Flora de la isla Northbrook, la isla más meridional del archipiélago y se reabastecían con las visitas periódicas del barco de la expedición, el Windward. El 17 de junio de 1896 fueron sorprendidos por la repentina aparición de «un hombre alto, vestido con un sombrero de fieltro blando, libremente realizado, ropas voluminosas y pelo largo y barba hirsuta». Resultó ser Nansen acompañado por Johansen, que llevaban viviendo en el hielo desde la salida el 14 de marzo de 1895 del barco Fram, atrapado en el hielo. Fue el puro azar el que llevó a Nansen al campamento de la expedición de Jackson. Según Nansen, Jackson consideró seriamente hacer un intento de alcanzar por sí mismo el Polo, y comenzó a construir réplicas de los trineos y kayaks de Nansen. La falta de experiencia en viajes en esquís por el hielo del grupo de Jackson le hizo desistir de tal plan. En esta expedición se llevaron por vez primera caballos al ártico, una experiencia desafortunada. | XIX   |
| 1895-1896        | M    | Ex-Gr | Dinamarca                         |                                         | Carl Frederik Wandel (1843-1930)                                       | Expedición Ingolf, en el HDMS Helgoland que hizo estudios hidrográficos y biológicos en las aguas alrededor de Groenlandia, Islandia y Jan Mayen | XIX   |
| 1897             | A    | Polo  | Reinos Unidos de Suecia y Noruega |                                         | Salomon August Andrée (1854-1897)                                      | Primera expedición en globo (el Örnen (Águila)) al Ártico de Andrée. Él y sus dos compañeros (Knut Frænkel y Nils Strindberg ) se estrellaron al tercer día de la expedición, sobreviviendo durante meses en un banco de hielo hasta finalmente fallecer. | XIX   |
| 1898-1902        | M    | Ex-Gr | Reinos Unidos de Suecia y Noruega |                                         | Otto Sverdrup                                                          | Segundo viaje del Fram liderado por Sverdrup intentando circunnavegar Groenlandia a través de la bahía de Baffin, pero sin éxito al intentar cruzar las aguas heladas del estrecho de Nares. Fue forzado a pasar el invierno en la isla Ellesmere, explorando y nombrando muchos fiordos y penínsulas de la costa occidental de la isla. Entre 1899 y 1902, volvió a invernar tres veces más en la isla Ellesmere, continuando su exploración y cartografía, descubriendo una serie de islas localizadas más al oeste, siendo las principales Axel Heiberg, Amund Ringnes y Ellef Ringnes, denominadas islas Sverdrup. Adoptando métodos de supervivencia de los inuit, Sverdrup y su tripulación lograron pasar cuatro años en muy duras condiciones, cartografiando un total de 260.000 km², más que cualquier otra expedición polar. Tras su retorno a Noruega, fue considerado un héroe nacional. | XIX   |
| 1898-1899        | T    | Polo  | Estados Unidos                    |                                         | Walter Wellman                                                         | Intento de Wellman de alcanzar el Polo en esquí desde la Tierra de Francisco José (con un alemán, dos estadounidenses más y cinco noruegos). Wellman se rompió una pierna el 21 de marzo a 81° 40′ N, pero parte del grupo descubrió la isla Graham Bell, en la Tierra de Wilczek. La expedición embarcó de regreso el 27 de julio de 1899 en el foquero Capella. | XIX   |
| 1898-1902        | T    | Polo  | Estados Unidos                    |                                         | Robert Peary                                                           | Sexta expedición de Peary y primer intento al Polo Norte | XIX   |
| 1898-1900        |      | Ex-Gr |                                   |                                         | Georg Carl Amdrup                                                      | La Expedición Carlsbergfund a Groenlandia oriental explora la costa Blosseville. | XIX   |
| 1899             | M    | Ex-Gr | Reinos Unidos de Suecia y Noruega |                                         | Alfred Gabriel Nathorst                                                | Nathorst lideró una expedición en el barco Antarctic en busca de supervivientes de la desaparecida expedición de S.A. Andrée de 1897, que no encontraron, y exploró los fiordos de Groenlandia Nororiental, en particular el sistema del fiordo del Rey Óscar, cartografiando el Antarctic Sound. | XIX   |
| 1899             | T    | Ex    |                                   |                                         |                                                                        | La Expedición Arco de Meridiano Sueco-Ruso fue una campaña de cinco veranos y una temporada de invierno midiendo arcos del meridiano. | XIX   |
| 1899-1900        | Mx   | Polo  | Italia                            |                                         | Luis Amadeo de Saboya, duque de los Abruzos                            | Expedición italiana al Polo Norte, en el Stella Polare. A pie con trineos tirados por perros, Cagni partió del campamento en Tierra del Príncipe Rodolfo (isla del archipiélago Tierra de Francisco José) el 11 de marzo de 1900 y el 25 de abril alcanzó la latitud 86° 34′ N, estableciendo un nuevo récord y batiendo la marca de Nansen de 1895 por 35-40 km. | XIX   |
| 1900-1903        | M    | PNE   | Imperio ruso                      |                                         |                                                                        | Zarya | XX    |
| 1901-1902        | Mx   | Polo  | Estados Unidos                    | William Ziegler (1843-1905)             | Evelyn Baldwin                                                         | Primera expedición fallida al Polo Norte desde la tierra de la Tierra de Francisco José dirigida por el meteorólogo Evelyn Briggs Baldwin y financiada por el industrial estadounidense William Ziegler, que había hecho una fortuna con levadura en polvo. El plan de Baldwin era establecer una base en el extremo norte de Franz Josef Land donde la expedición pasaría el invierno. Desde allí, un equipo debía trasladarse al polo con trineos tirados por perros y luego regresar a través de Groenlandia, aprovechando la deriva del hielo del Ártico hacia el oeste. Disponían de tres barcos de vapor de tres mástiles, el America, el Frithjof' y el Belgica, comandado por Johan Bryde que fue enviado a la costa este de Groenlandia para establecer depósitos de suministros para el regreso de la expedición. enían 15 ponis y 428 perros a su disposición. El hielo les impidió llegar al extremo norte de la Tierra de Francisco Jose, y pronto agotaron los suministros de carbón d elos vapores, regresando después de hacer la primera invernada. Exploraron en detalle parte del archipiélago. | XX    |
| 1902-1904        | T    | Ex-Gr | Dinamarca                         |                                         | Ludvig Mylius-Erichsen                                                 | La Expedición Literaria liderada por Ludvig Mylius-Erichsen junto con Knud Rasmussen exploró la costa noroccidental de Groenlandia entre Uumanaq y Thule. | XX    |
| 1903-1905        | Mx   |       | Estados Unidos                    | William Ziegler                         | Anthony Fiala                                                          | Expedición terrestre Expedición polar Ziegler | XX    |
| 1905-1906        | T    | Polo  | Estados Unidos                    |                                         | Robert Peary                                                           | Expedición al Polo Norte desde la isla Ellesmere | XX    |
| 1906-1908        | T    |       | Dinamarca                         |                                         | Ludvig Mylius-Erichsen (1872-1907)                                     | La Expedición Danmark dirigida por Mylius-Erichsen exploró el noreste de Groenlandia y alcanzó Nordostrundingen, pero terminó fatalmente falleciendo sus tres principales exploradores: Mylius-Erichsen, Niels Peter Høeg Hagen (1877-1907) y Jørgen Brønlund (1877-1907). • Barco: Danmark | XX    |
| 1906, 1907, 1909 | A    | Polo  | Estados Unidos                    |                                         | Walter Wellman                                                         | Intentos fracasados de alcanzar el Polo en el dirigible America. | XX    |
| 1907-1909        | T    | Polo  | Estados Unidos                    |                                         | Frederick Cook (1865-1940)                                             | Expedición al Polo Norte. Cook afirmó haber llegado al Polo en abril de 1908, pero no pudo presentar pruebas suficientes. | XX    |
| 1907-1908        |      |       | Estados Unidos Reino Unido        |                                         | Mikkelsen- Leffingwell                                                 | Expedición Polar Mikkelsen-Leffingwell (anglo-americana; no al polo Norte) | XX    |
| 1908-1909        | T    |       | Estados Unidos                    |                                         | Robert Peary                                                           | Expedición dirigida por Robert Peary | XX    |
| 1909-1912        | T    | Ex-Gr | Dinamarca                         |                                         | Ejnar Mikkelsen                                                        | La Expedición Alabama a Groenlandia del noreste encabezada por Ejnar Mikkelsen, en una operación para recuperar los cadáveres y los registros de la fatal expedición Danmark | XX    |
| 1910-1915        | M    | PNE   | Imperio ruso                      |                                         | Borís Vilkitski                                                        | Expedición Hidrográfica al Océano Ártico, una expedición científica con los rompehielos Taimyr y Vaigach, cuyo fin era explorar la Ruta del Mar del Norte. Fue dirigida por Ivan Semyonovich Sergeev y desde 1913, por enfermedad de este, por Borís Vilkitski. El 22 de agosto de 1913 la expedición izó la bandera rusa en lo que creyó una simple isla y llamó «Tierra de Nicolás II», en honor al emperador de Rusia, quizás uno de los descubrimientos más importantes en el Ártico ruso y el último descubrimiento geográfico significativo en el mundo en esa época que resultó ser el archipiélago de Sévernaya Zemlyá ( Tierra del Norte), como fue renombrado en 1926 por el Presidium del Comité Ejecutivo Central de la URSS. Otros descubrimientos realizados fueron una isla que ahora lleva su nombre (isla Vilkitski), así como la isla Maly Taymyr y la vecina isla Starokádomski. En 1914-15, la expedición Vilkitski hizo el primer viaje de Vladivostok a Arjánguelsk, descubriendo la isla de Novopáshenny (actualmente isla Zhójov), y describiendo la costa sur de Sévernaya Zemliá. esta expedición completó la descripción de la costa norte de Siberia oriental y de muchas islas, recogió una gran cantidad de datos sobre corrientes, condiciones del hielo, clima y fenómenos magnéticos. | XX    |
| 1912             | T    | Ex-Gr | Dinamarca                         |                                         | Knud Rasmussen y Peter Freuchen                                        | Primera Expedición Thule, que exploró Groenlandia septentrional en un notable viaje de 1000 kilómetros a través del hielo interior que casi los mata. Clements Markham, presidente de la Royal Geographical Society, calificó el viaje como «el mejor jamás realizado por perros». | XX    |
| 1912-1913        | T    | Ex-Gr | Dinamarca                         |                                         | J.P. Koch                                                              | J.P. Koch cruzó el casquete de Groenlandia septentrional. | XX    |
| 1913             | T    | Ex-Ca | Estados Unidos                    | Privada                                 | Donald Baxter MacMillan (1874-1970)                                    | Expedición Tierra de Crocker, para investigar la existencia de la Tierra de Crocker, una supuesta gran isla avistada en 1906 por Peary. Más tarde se demostró que la isla no existía. Fue dirigdida por el estadounidense Baxter MacMillan y dinanciada por el Museo Americano de Historia Natural, la Sociedad Geográfica Estadounidense y el Museo de Historia Natural de la Universidad de Illinois. | XX    |
| 1913-1914        | Mx   | Polo  | Imperio ruso                      | Privada                                 | Georgy Sedov                                                           | Expedición rusa a bordo del Svyatói Foká, dirigida por Georgy Sedov. Desde el archipiélago de Tierra de Francisco José, donde invernaron dos años, en febrero de 1914, Sedov (ya enfermo de escorbuto) y dos de los hombres de su tripulación, G. Linnik y A. Pustótny, partieron hacia el Polo Norte en una partida con trineos tirados por perros. Antes de llegar a la isla de Rudolf, Sedov murió y fue enterrado en cabo Auk, en dicha isla. (ver: La expedición al Polo Norte) | XX    |
| 1913-1918        | M    | Ex-Ca | Canadá                            |                                         | Vilhjalmur Stefansson                                                  | Expedición ártica canadiense para explorar las regiones al oeste del archipiélago de Parry para el gobierno de Canadá. Se emplearon tres barcos, el Karluk, el Mary Sachs y el Alaska. | XX    |
| 1916-1918        | T    | Ex-Gr | Dinamarca                         |                                         | Knud Rasmussen                                                         | Segunda Expedición Thule, un equipo de siete hombres exploró un área poco conocida de la costa norte de Groenlandia y estableció que la Tierra de Peary no era una isla. Ese viaje fue documentado en el relato de Rasmussen Greenland by the Polar Sea (1921). El viaje estuvo marcado por dos muertes, las únicas en la carrera de Rasmussen. | XX    |
| 1919             | T    | Ex-Gr | Dinamarca                         |                                         | Knud Rasmussen                                                         | Tercera Expedición Thule, que exploró Groenlandia septentrional y dejó los depósitos en Maud para que se aprovisionase la expedición a la deriva polar de Roald Amundsen. | XX    |
| 1919-1920        | T    | Ex-Gr | Dinamarca                         |                                         | Knud Rasmussen                                                         | Cuarta Expedición Thule, que exploró Groenlandia oriental, donde Rasmussen pasó varios meses recopilando datos etnográficos cerca de Angmagssalik. | XX    |
| 1921-1923        |      | Ex-Gr | Dinamarca                         |                                         | Lauge Koch                                                             | La Expedición del Jubileo del Bicentenario (en conmemoración del desembarco de Hans Egede en Groenlandia), dirigida por Lauge Koch exploró Groenlandia Septentrional. | XX    |
| 1921-1924        | T    | PNO   | Dinamarca                         |                                         | Knud Rasmussen                                                         | Quinta Expedición Thule, «mayor logro» de Rasmussen, diseñada con el respaldo de la Universidad de Copenhague para «atacar el gran problema del origen primario de la raza esquimal». El equipo de siete personas fue el primero en ir Ártico oriental de Canadá, donde recolectaron especímenes, realizaron entrevistas, documentaron tradiciones y excavaron sitios. Rasmussen dejó el equipo y viajó durante 16 meses con dos cazadores inuit en trineos tirados por perros a través de Norteamérica hasta Nome (Alaska); trató de continuar a Rusia, pero su visa fue rechazada. Atravesó casi 29 000 km desde Groenlandia hasta el Pacífico, siendo el primer occidental en cruzar el Paso del Noroeste en trineo. | XX    |
| 1925             | A    | Polo  | Noruega/ Estados Unidos           |                                         | Roald Amundsen y Lincoln Ellsworth                                     | Expedición en hidroavión dirigida por Amundsen y Ellsworth, junto con Hjalmar Riiser-Larsen, Leif Dietrichson y dos acompañantes más. Salieron de Ny-Ålesund, (asentamiento científico en la isla de Spitsbergen), en dos hidroaviones Dornier Do J, el N-24 y el N-25 con destino a Alaska. El equipo alcanzó los 87° 44′ N, la latitud más septentrional alcanzada por un avión en ese tiempo. Los aviones aterrizaron a unos 15 km del polo norte, y finalmente las tripulaciones se reunieron. El N-24 se averió y el equipo trabajó durante cuatro semanas tratando de limpiar el hielo para crear una improvisada pista para el despegue. Con una ración diaria de 400 g de alimento, lograron retirar 600 t de hielo. Los seis hombres abordaron el N-25 y lograrían abandonar el lugar gracias a la maniobra del piloto Riiser-Larsen, que logró despegar con exceso de peso. Su regreso a Spitsbergen fue recibido con regocijo, pues se creía que se habían extraviado para siempre. Esta expedición está narrada por el propio Amundsen en su libro Al Polo Norte en Avión. | XX    |
| 1926             | A    |       | Estados Unidos                    |                                         | Richard E. Byrd y Floyd Bennett                                        | Vuelo en aeronave | XX    |
| 1926             | A    | Polo  | Noruega/ Italia\| Estados Unidos  |                                         | Roald Amundsen, Umberto Nobile y Lincoln Ellsworth                     | Dirigible Norge (Roald Amundsen y Umberto Nobile y Lincoln Ellsworth). Volaron nuevamente desde las Svalbard hasta Alaska. El 12 de mayo, avistaron el Polo Norte Geográfico, siendo la primera vez en la historia que se sobrevoló. | XX    |
| 1928             | A    |       | Australia Estados Unidos          |                                         | Carl Ben Eielson - Hubert Wilkins                                      | El piloto estadounidense Eielson y el explorador polar australiano Wilkins cruzan el océano Ártico (vuelo a motor Alaska-Spitsbergen) | XX    |
| 1928             | A    | Polo  | Italia                            |                                         | Umberto Nobile (1885-1978)                                             | Dirigible Italia. (ver: Expedición del dirigible Italia) | XX    |
| 1930             |      |       |                                   |                                         | Expedición Bratvaag                                                    | | XX    |
| 1930-1932        | M    | PNE   | Unión Soviética                   |                                         | Vladimir Voronin (1890-1952)                                           | Voronin capitanea el rompehielos Sibiryakov que hizo la primera travesía exitosa de la Ruta del Mar del Norte en una navegación única sin invernada, en 65 días, partiendo desde Archangelsk hasta Yokohama, en Japón. | XX    |
| 1933-1934        | M    | PNE   | Unión Soviética                   |                                         | Vladimir Voronin                                                       | Voronin capitanea el vapor Chelyuskin con la expedición científica de Otto Schmidt a bordo. El barco quedó atrapado en el hielo en el mar de Chukchi, pero casi toda la tripulación fue rescatada por los aviones desde su campamento en el hielo. | XX    |
| 1937-hoy         | A    |       | Unión Soviética                   |                                         |                                                                        | Vuelos transpolares soviéticos | XX    |
| 1938-1940        | M    | PNE   | Unión Soviética                   |                                         | Konstantin Badygin (1910-1984)                                         | Badygin, capitán del rompehielos Sedov, queda atrapado en el hielo, convertido en una especie de estación de la deriva del hielo. La mayor parte de la tripulación fue evacuada, pero 15 marineros y científicos, entre ellos Vladimir Vize (1886-1954), quedaron a bordo y llevaron a cabo una valiosa investigación científica en el transcurso de 812 días. Después de derivar desde las islas de Nueva Siberia a través del Polo Norte, fueron finalmente liberados entre Groenlandia y las Svalbard por el rompehielos Joseph Stalin en 1940. (ver: Estaciones de hielo a la deriva tripuladas soviéticas y rusas) | XX    |
| 1948             | A    | Polo  | Unión Soviética                   |                                         | Alexander Kuznetsov (1959-2019)                                        | Expedición científica con aeronaves al Polo | XX    |
| 1958             | M    | Polo  | Estados Unidos                    |                                         |                                                                        | USS Nautilus bajo el hielo del Ártico | XX    |
| 1959             | A    | Polo  |                                   |                                         |                                                                        | Discoverer. Primer satélite en órbita polar. (Prototipo, sin cámara.) | XX    |
| 1960             | A    | Polo  |                                   |                                         |                                                                        | Se lanza el primer satélite meteorológico en órbita polar, finalmente regresó con 22952 fotos nubosas | XX    |
| 1968             | T    | Polo  | Estados Unidos                    |                                         | Ralph Plaisted (1927-2008)                                             | Plaisted y Walt Pederson, Gerry Pitzl y Jean-Luc Bombardier alcanzan el Polo Norte en motonieve. | XX    |
| 1968-1969        | T    | Polo  | Reino Unido                       |                                         | Wally Herbert (1934-2007)                                              | Llega a Polo a pie y atraviesa el mar polar | XX    |
| 1977             | M    | Polo  | Unión Soviética                   |                                         |                                                                        | Arktika, un rompehielos de propulsión nuclear, alcanza el Polo Norte | XX    |
| 1982             | Mx   | Ex-Gr |                                   |                                         | Sir Ranulph Fiennes y Charles Burton                                   | Cruzan el océano Ártico en una sola temporada. | XX    |
| 1986             | T    | Polo  |                                   |                                         | Will Steger                                                            | Steger y su partida llegan al Polo Norte en trineo de perros sin reabastecimiento | XX    |
| 1988             | T    | Ex-Gr |                                   |                                         | Will Steger                                                            | Completa la primera travesía norte-sur de Groenlandia | XX    |
| 2000             | M    | Polo  | Ucrania                           |                                         |                                                                        | Expedición ucraniana en paracaídas al Polo Norte | XXI   |
| 2001             | Mx   | Ex-Gr | Estados Unidos                    |                                         | Lonnie Dupre (n. 1961)                                                 | Dupre, con su compañero de equipo John Holescher, completa la primera circunnavegación de Groenlandia, en un viaje de 6500 millas sin motores, en kayak y con un equipo de perros. | XXI   |
| 2002             | M    | PNO   | Canadá                            |                                         | Jean Lemire (n. 1962)                                                  | El explorador y cineasta Lemire y la tripulación del Sedna IV navegan con éxito el Paso del Noroeste en una goleta de tres mástiles, navegando de Montreal a Vancouver en cinco meses mientras filmaban La grande traversée y otros cuatro documentales sobre los efectos del calentamiento global en el archipiélago ártico canadiense (en ese momento, el séptimo velero en la historia en hacer el legendario Paso del Noroeste de este a oeste) | XXI   |
| 2003             |      | Polo  | Reino Unido                       |                                         | Pen Hadow (n. 1962)                                                    | Hadow, abogado, explorador y aventurero británico, hace un viaje en solitario desde Canadá al Polo Norte sin reabastecimiento. | XXI   |
| 2004             |      | Polo  | Polonia                           |                                         | Marek Kamiński                                                         | «Together to the Pole», una expedición polaca de cuatro hombres dirigida por Marek Kamiński, con Jan Mela (un adolescente con doble amputación, que en el mismo año llegó también al Polo Sur) | XXI   |
| 2004             |      |       | {{ }}                             |                                         |                                                                        | Cinco miembros del Ice Warrior Squad llegan al Polo Norte Geomagnético, incluidas las dos primeras mujeres en la historia en hacerlo. | XXI   |
| 2006             |      |       | Francia                           |                                         |                                                                        | Inicio de la expedición francesa Tara | XXI   |
| 2006             |      | Polo  | Estados Unidos                    |                                         | Lonnie Dupre                                                           | La primera expedición veraniega exitosa al Polo Norte. Dupre y su compañero de equipo Eric Larsen partieron de cabo Discovery, en la isla de Ellesmere, y llegaron al Polo Norte el 2 de julio, después de 62 días en el hielo. | XXI   |
| 2007             | M    | Polo  | Rusia                             |                                         |                                                                        | Arktika 2007, un sumergible ruso desciende al fondo del mar bajo el Polo Norte desde el Akademik Fyodorov. | XXI   |
| 2007             | T    |       | Reino Unido                       |                                         |                                                                        | Top Gear: Polar Special, el equipo Top Gear de la BBC es el primero en llegar al Polo Norte magnético en un automóvil. | XXI   |
| 2007             |      |       | Noruega                           |                                         |                                                                        | La Arctic Mars Analog Svalbard Expedition utiliza sitios analógicos a los Marte en Svalbard para probar respuestas científicas e instrumentos de carga útil a bordo de las misiones a Marte. | XXI   |
| 2008             | T    | Ex-Gr | Reino Unido                       |                                         | Alex Hibbert (n. 1982)                                                 | Alex Hibbert y George Bullard completan la expedición Tiso Trans Greenland. El viaje ártico terrestre sin apoyo más largo de la historia con 2211,2 km. | XXI   |
| 2009             | M    | PNO   | {{ }}                             |                                         | David Scott Cowper                                                     | David Scott Cowper se convierte en la única persona que ha navegado en solitario el Paso del Noroeste en una sola temporada | XXI   |
| 2009             |      | Polo  | Estados Unidos                    |                                         | Lonnie Dupre                                                           | Primera expedición guiada desde la isla de Ellesmere, Canadá, al Polo Norte. Dupre y los miembros del equipo Stuart Smith y Max Chaya partieron de cabo Discovery el 4 de marzo. La temperatura era de -55 °F. Llegaron al Polo el 25 de abril después de 53 días en el hielo. | XXI   |
| 2011             |      | Polo  | Rusia                             |                                         | Vasily Igorevich Yelagin                                               | MLAE-2011 dirigido por Vasily Igorevich Yelagin viajó desde Dudinka, Rusia – Polo Norte – Resolute, Nunavut, Canadá | XXI   |
| 2011             |      |       | Canadá                            |                                         |                                                                        | Edna Elias, en ese momento Comisionada de Nunavut y otras cinco mujeres, incluida la alcaldesa deCambridge Bay caminaron 220 km desde Umingmaktok (bahía Chimo) aCambridge Bay | XXI   |
| 2011             |      |       | {{ }}                             |                                         |                                                                        | Old Pulteney Row To The Pole, un reclamo publicitario patrocinado por el whisky Old Pulteney, organizado por Jock Wishart quien también operaba la Polar Race | XXI   |
| 2013             |      |       | {{ }}                             |                                         |                                                                        | Babouchka, una combinación de barco de hielo y catamarán de vela partió hacia el Polo. Fue detenido por el hielo. La tripulación de dos hombres fue rescatada por un rompehielos ruso. | XXI   |
| 2015             |      |       | Rusia                             |                                         |                                                                        | Expedición ártica interdisciplinaria "Kartesh" – expedición ártica compleja, organizada por el proyecto Polar Expedition Gallery (más tarde rebautizado como Polar Expedition "Kartesh") en colaboración con el Centro de Investigación Marina de LMSU. Tareas de investigación: evaluación de la vulnerabilidad de la costa ártica frente al impacto humano; monitoreo de los accidentes geográficos de los ecosistemas marinos y costeros y de los mares árticos; investigación de la biodiversidad del Ártico occidental; investigación de la actividad de microorganismos oxidantes de aceite; probar nuevos métodos de teledetección de áreas de agua. | XXI   |
| 2017             | M    |       | Reino Unido                       |                                         | Pen Hadow                                                              | Arctic Mission de dos veleros de 15 m liderados por Pen Hadow llegó a 80° 10′ N, navegando y regresando a Nome, Alaska. | XXI   |
| 2017             | M    |       | Islandia                          |                                         | Fiann Paul                                                             | Polar Row, dirigida por Fiann Paul, es la expedición con más récords del mundo (14 Guinness World Records). El equipo cubrió 1440 millas medidas en línea recta en las aguas abiertas del océano Ártico en un bote de remos y fue pionero en las rutas de remo oceánico desde Tromsø hasta Longyearbyen, desde Longyearbyen hasta la capa de hielo ártica (79º55'500 N) y desde la capa de hielo ártico hasta Jan Mayen. | XXI   |
| 2019             | M    |       | Alemania                          |                                         |                                                                        | MOSAiC Expedition bajo la dirección del Alfred Wegener Institute for Polar and Marine Research con 300 científicos de 20 países a bordo del rompehielos alemán Polarstern para recopilar datos sobre el océano, el hielo, la atmósfera y la vida en el Ártico con el fin de para entender el cambio climático. | XXI   |